# Barack Obama
Barack Hussein Obama II (engelskt uttal: [bəˈrɑːk huːˈseɪn oʊˈbɑːmə]
 ( lyssna)), född 4 augusti 1961 i Honolulu på Hawaii, är en amerikansk advokat och demokratisk politiker som var USA:s 44:e president åren 2009–2017. Han tillträdde ämbetet den 20 januari 2009 efter att den 4 november 2008 ha vunnit presidentvalet. I presidentvalet den 6 november 2012 blev han omvald för ytterligare fyra år på posten; han kom då att sitta två perioder, vilket är det maximala för en president i USA. Han är den första afroamerikan som har valts till president och även den första afroamerikan som nominerats för ämbetet av ett större politiskt parti.
Obama är utbildad jurist och avlade 1991 juristexamen (J.D.) vid Harvard Law School. Under studietiden var han även ordförande för Harvard Law Review. Han har även en kandidatexamen (B.A.) i statsvetenskap från Columbia University 1983. Före presidentskapet arbetade han som universitetslärare i statsrätt vid University of Chicago Law School åren 1992–2004. Han praktiserade även som medborgarrättsadvokat samt satt tre mandatperioder i delstatssenaten i Illinois åren 1997–2004. I november 2004 blev han invald i USA:s senat och var federal senator för Illinois åren 2005–2008. Baserat på hur Obama har röstat i senaten lutar han politiskt åt vänster bland demokraterna.
Under tiden som USA:s president (2009–2017) var hans största bedrifter införandet av en universell sjukförsäkring (Obamacare), genomdrivandet av ett stimulanspaket för investeringar i utbildning, infrastruktur, hälsovård och grön energi, en reform av regelverket för Wall Street, undertecknandet av Parisavtalet 2015, införandet av en ny immigrationslag som gav arbetstillstånd för vissa illegala invandrare och legaliseringen av samkönade äktenskap.
Obama tilldelades Nobels fredspris i oktober 2009 för sina insatser att stärka internationell diplomati och samarbete. Han hade då varit president i knappt nio månader. Att Obama tilldelades priset har i efterhand mött kritik. Geir Lundestad, direktör vid Norska Nobelinstitutet, har framhållit att priset inte fick den effekt på Obamas utrikespolitik som man önskat. Obamas utrikespolitik har kritiserats för att ha varit svag och gett utrymme för bland annat Ryssland, Kina och Nordkorea att utöka sin globala makt samt ökat den politiska instabiliteten i Mellanöstern.
I december 2020 hade Obama en beräknad förmögenhet på minst 70 miljoner dollar. Detta är ungefär 50 gånger den förmögenhet på 1,3 miljoner dollar som han hade när han vann presidentvalet 2008.
Efter presidentskapet tecknade Obama under 2018 ett samarbetsavtal med Netflix med vilka han och frun Michelle ska producera tv-serier och filmer.

## Biografi

### Uppväxt
Barack Obama föddes på Kapi'olani Medical Center for Women & Children i Honolulu i Hawaii. Hemmet han bodde i före presidentskapet ligger på 5046 S Greenwood Ave, Chicago. Hans far, Barack Obama, Sr., var en luo från Nyang'oma Kogelo i Nyanzaprovinsen i Kenya. Hans mor, Ann Dunham, var en vit amerikanska från Wichita i Kansas, av främst engelsk och irländsk härkomst. Föräldrarna träffades 1960 när de båda studerade vid University of Hawaii at Manoa, där hans far var utbytesstudent. Paret gifte sig den 2 februari 1961 och den 4 augusti samma år föddes Obama. Föräldrarna separerade när Obama var två år gammal och skilde sig 1964, då fadern började studera, med hjälp av ett stipendium, vid Harvard University. Obamas far återvände till Kenya och träffade sin son endast en gång till, år 1971, innan han omkom i en bilolycka 1982.
Efter skilsmässan gifte sig Obamas mor med Lolo Soetoro, en indonesisk student, och familjen flyttade till Soetoros hemland 1967, där Obama gick på lokala skolor, som Asisi i Jakarta, tills han var tio år gammal. Han återvände sedan till Honolulu för att bo hos sina morföräldrar, Madelyn och Stanley Dunham, medan han med hjälp av stipendium gick i privatskolan Punahou School från femte klass 1971 till sin examen från high school 1979. Obamas mor återvände till Hawaii 1972 och stannade under flera år, men reste 1977 tillbaka till Indonesien, där hon arbetade som fältantropolog. Hon stannade där under större delen av återstoden av sitt liv, men återvände till Hawaii 1994. Hon avled av äggstockscancer 1995. Obama har sagt om sin tid i Honolulu att blandningen och respekten för olika kulturer spelat en stor roll i hans syn på världen.
I boken Dreams from My Father från 1995 berättar Obama om sin uppväxt som den enda svarta personen i en vit familj. Som vuxen medgav Obama att han under sin tid i high school hade använt marijuana, kokain och alkohol, vilket han under valkampanjen 2008 beskrev som sitt största moraliska misslyckande.

### Tidig karriär
Efter att ha gått ut high school på Hawaii 1979 flyttade Obama till Los Angeles där han under två års tid studerade vid Occidental College. Där höll han sitt första offentliga tal där han uppmanade till försäljning av värdepapper, till exempel aktier, tillhörande företag som var närvarande i Sydafrika, på grund av Sydafrikas apartheid. Han gick sedan över till Columbia University i New York, där han studerade statsvetenskap som huvudämne med specialisering på internationella relationer. Obama tog en Bachelor of Arts-examen från Columbia 1983 och arbetade sedan från början av året därpå i ett år på Business International Corporation och sedan på New York Public Interest Research Group.
Efter fyra år i New York flyttade Obama till Chicago, där han anställdes som ledare för Developing Communities Project (DCP), en kyrkobaserad social organisation (community organization) som ursprungligen omfattade åtta katolska församlingar i Greater Roseland (Roseland, West Pullman och Riverdale) i South Side i Chicago, och arbetade där från juni 1985 till maj 1988. 
Under hans tre år som ledare för DCP växte dess antal anställda från en till tretton och dess årsbudget växte från 70 000 till 400 000 dollar. Organisationen medverkade bland annat till att starta ett arbetsträningsprogram, ett handledningsprogram för att förbereda för högskolestudier, och en organisation för hyresgästers rättigheter i Altgeld Gardens. 
Obama arbetade också som konsult och handledare för Gamaliel Foundation, ett institut för samhällsorganisering (community organizing). 
I mitten av 1988 reste han för första gången till Europa i tre veckor och sedan i fem veckor i Kenya, där han mötte många av sina kenyanska släktingar för första gången.
Obama började studera juridik vid Harvard Law School i slutet av 1988. Vid slutet av sitt första år utvaldes han, baserat på hans betyg och en skrivartävling, som redaktör för Harvard Law Review. 
I februari 1990, under sitt andra år, valdes han till ordförande för Law Review, en frivillig heltidstjänst där han fungerade som chefredaktör och ledde tidskriftens stab på åttio redaktörer. 
Valet av Obama som första svarta ordförande för Law Review fick stor uppmärksamhet i medier och följdes av långa detaljerade personbeskrivningar. På somrarna återvände han till Chicago där han arbetade som sommaranställd på advokatbyråerna Sidley & Austin 1989 och Hopkins & Sutter 1990. 
Efter att ha tagit en Juris Doctor-examen (närmast motsvarande juristexamen i Sverige) med magna cum laude 
från Harvard 1991 återvände han till Chicago.
Uppmärksamheten kring valet av Obama som förste svarte ordförande för Harvard Law Review ledde till ett bokkontrakt och förskott för en bok om rasrelationer.
University of Chicago Law School bemödade sig om att rekrytera honom och gav Obama en forskartjänst och ett kontor för arbetet med boken. Han planerade till en början att slutföra boken inom ett år, men det tog mycket längre tid när den utvecklades till en självbiografi. För att kunna arbeta utan avbrott reste Obama och hans fru, Michelle, till Bali där han ägnade flera månader åt att skriva. Manuskriptet publicerades slutligen i mitten av 1995 som Dreams from My Father (utgiven på svenska 2008 som Min far hade en dröm).
Obama ledde från april till oktober 1992 Project Vote i Illinois, en kampanj för väljarregistrering med tio anställda och flera hundra volontärer. Projektet uppnådde sitt mål, att få 150 000 av 400 000 oregistrerade afroamerikaner i delstaten att registrera sig som väljare, och ledde till att Crain's Chicago Business nämnde Obama i sin lista över ”40 blivande makthavare under fyrtio” för 1993.
Obama undervisade i statsrätt vid University of Chicago Law School i tolv år, först klassificerad som Lecturer från 1992 till 1996, och sedan som Senior Lecturer från 1996 till 2004. 
Han anslöt sig till Davis, Miner, Barnhill & Galland, en advokatbyrå med tolv advokater som specialiserade sig på medborgarrättsprocesser och lokal ekonomisk utveckling, där han var associate i tre år från 1993 till 1996, sedan of counsel från 1996 till 2004. Hans advokatlicens gick ut 2002.
Obama var en av grundarna och ledamot av styrelsen i den icke vinstdrivande organisationen Public Allies, som verkar för att främja nytt ledarskap, 1992. Han avgick innan hans fru Michelle blev verkställande direktör för Public Allies Chicago i början av 1993. 
Från 1994 till 2002 var han ledamot av styrelsen för Woods Fund of Chicago, som 1985 hade varit den första stiftelsen som finansierade Developing Communities Project, och också från 1994 till 2002 i styrelsen för stiftelsen Joyce Foundation. Obama var styrelseledamot i Chicago Annenberg Challenge från 1995 till 2002, som styrelseordförande från 1995 till 1999. Han var också styrelseledamot i Chicago Lawyers' Committee for Civil Rights Under Law, Center for Neighborhood Technology och Lugenia Burns Hope Center.

## Politisk karriär

### Delstatssenator 1997–2004
Obama invaldes i Illinois senat 1996. Han efterträdde Alice Palmer som senator från Illinois 13:e distrikt, som då omfattade områden i Chicagos South Side från Hyde Park-Kenwood söderut till South Shore och västerut till Chicago Lawn. I senaten fick Obama stöd från båda partierna för reformer i lagstiftning rörande etik och sjukvård. Han tog initiativ till en lag om ökade skattekrediter för arbetare med låga inkomster, förhandlade fram reformer i välfärdssystemet och verkade för höjda barnbidrag. År 2001 stödde Obama, som medordförande för tvåpartiutskottet för administrativa regler, den republikanske guvernören George Ryans regleringar av utlåningsverksamhet, som syftade till att förhindra utmätning av bostäder.
Obama omvaldes till senaten i Illinois 1998 och återigen 2002. År 2000 förlorade han Demokraternas primärval till kandidatur till USA:s representanthus mot den sittande ledamoten Bobby Rush med en marginal på två mot en.
I januari 2003 blev Obama ordförande för hälso- och socialutskottet i Illinois senat, då Demokraterna, efter att ha varit i minoritet i ett årtionde, återfick sin majoritetsställning. Han tog initiativ till och ledde det enhälliga antagandet av ett lagförslag om att övervaka rasprofilering genom att kräva att polisen rapporterade rastillhörigheten hos de bilförare de häktar och lagstiftning som gjorde Illinois till den första delstaten som gav tillstånd till videofilmning av förhör i mordutredningar. Under hans valkampanj för att bli invald i USA:s senat 2004 gav företrädare för polisen Obama erkännande för hans aktiva samarbete med polisorganisationer i antagandet av reformer av dödsstraffet. Obama avgick från Illinois senat i november 2004 efter att han blivit invald i USA:s senat.

### Senatsvalet 2004
I mitten av 2002 började Obama fundera på att kandidera till USA:s senat. Han värvade den politiska strategen David Axelrod samma höst och tillkännagav formellt sin kandidatur i januari 2003. När den sittande republikanske senatorn Peter Fitzgerald och hans demokratiske företrädare Carol Moseley Braun båda beslöt att inte ställa upp i valet inledde Demokraterna och Republikanerna vidöppna primärval där femton olika kandidater ställde upp. Obamas kandidatur hjälptes fram av Axelrods reklamkampanj med bilder av den tidigare borgmästaren i Chicago Harold Washington och stöd från dottern till Paul Simon, tidigare senator för Illinois. Han fick över 52 procent av rösterna i primärvalet i mars 2004, 29 procentenheter före sin närmaste demokratiska konkurrent.
I juli 2004 skrev och framförde Obama keynote-talet (=inledningstalet) på Demokraternas partikongress i Boston, Massachusetts. Efter att ha beskrivit sin morfars erfarenheter som veteran från andra världskriget och mottagare av stödprogram under New Deal talade Obama om att förändra USA:s regerings ekonomiska och sociala prioriteringar. Han ifrågasatte Bushadministrationens hantering av Irakkriget och framhävde USA:s plikter mot sina soldater. Genom att hämta exempel från USA:s historia kritiserade han starkt partibundna synsätt på väljarna och efterfrågade enighet i mångfalden med orden ”[d]et finns inte ett liberalt Amerika och ett konservativt Amerika, det finns bara Amerikas förenta stater” Fastän det inte TV-sändes av de tre stora nyhetsnätverken (utom i Chicago) såg sammanlagt 9,1 miljoner tittare Obamas tal på PBS, CNN, MSNBC, FOX News och C-SPAN. Talet var en av konventets höjdpunkter och bekräftade hans ställning som Demokraternas mest lysande nya stjärna.
Obamas förväntade motståndare i valet, segraren i Republikanernas primärval Jack Ryan, drog sig ur valet i juni 2004. Två månader senare och mindre än tre månader före valdagen accepterade Alan Keyes nomineringen från Republikanerna i Illinois att ersätta Ryan. Keyes, som sedan länge var bosatt i Maryland, skaffade bostad i Illinois när han nominerades. I valet i november 2004 fick Obama 70 procent av rösterna mot Keyes 27 procent, den största segermarginalen för ett val över hela delstaten i Illinois historia.
Detta val var det första amerikanska senatsvalet någonsin där båda kandidaterna från de två främsta partierna i USA (Republikanerna och Demokraterna) var afroamerikaner. Obamas företrädare i senaten, republikanen Peter Fitzgerald, hade själv sex år tidigare besegrat demokraten Carol Moseley Braun, den första afroamerikanska kvinnan vald till senaten.

### Ledamot av USA:s senat 2005–2008
Obama svors in som senator den 4 januari 2005. Obama var den femte afroamerikanska senatorn i USA:s historia, och den tredje folkvalda. Han var den ende senator som var medlem i Congressional Black Caucus. CQ Weekly, en icke-partipolitisk publikation, karakteriserade honom som en ”lojal demokrat”, på grundval av en analys av alla omröstningar i senaten under 2005–2007, och National Journal rankade honom som den ”mest liberala” senatorn grundat på en bedömning av utvalda omröstningar under 2007. År 2005 rankades han som nummer sexton, och 2006 som nummer tio. År 2008 rankades han av Congress.org som den elfte mäktigaste senatorn.
Obama avgick från sin senatsplats den 16 november 2008 för att fokusera på övergången till sin presidentadministration.

#### Lagstiftning

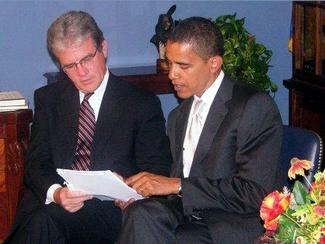
Initiativtagarna Tom Coburn från republikanska partiet och Obama diskuterar Federal Funding Accountability and Transparency Act of 2006 (Coburn–Obama Transparency Act).

Obama röstade för Energy Policy Act of 2005, ett lagförslag om förändrad energipolitik, och var en av initiativtagarna till Secure America and Orderly Immigration Act, ett lagförslag om reformerad invandringspolitik. I september 2006 stödde Obama ett besläktat lagförslag, Secure Fence Act. Obama introducerade två initiativ som fick hans namn: Lugar–Obama, som utökade konceptet om samverkande hotminskning (Nunn–Lugar Cooperative Threat Reduction) till konventionella vapen, och Coburn–Obama Transparency Act, som gav fullmakt åt upprättandet av USAspending.gov, en webbsöktjänst om federala utgifter. Den 3 juni 2008 introducerade senator Obama, tillsammans med senatorerna Thomas Carper, Tom Coburn och John McCain, uppföljande lagstiftning för att stärka insyn och ansvarighet i federala utgifter.
Obama initierade ett lagförslag som skulle ha krävt av ägare till kärnkraftverk att meddela delstatliga och lokala myndigheter om radioaktiva läckor, men lagförslaget gick inte igenom i senaten som helhet efter att det blivit kraftigt modifierat i utskottsberedningen.

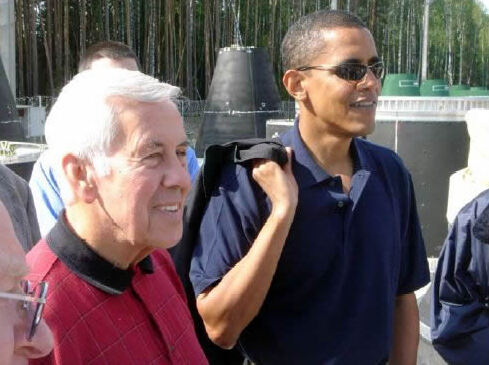
Obama och Richard Lugar besöker en rysk anläggning för nedrustning av missiler.

I december 2006 undertecknade USA:s president George W. Bush en lag om bistånd, säkerhet och demokratifrämjande i Kongo-Kinshasa, vilket blev den första federala lagen som antogs där Obama var främste initiativtagare. I januari 2007 introducerade Obama och senator Feingold en stadga om privatflygplan i ett lagförslag om ärligt ledarskap och öppenhet i myndighetsutövning (Honest Leadership and Open Government Act), som godkändes som lag i september 2007. Obama introducerade också Deceptive Practices and Voter Intimidation Prevention Act, ett lagförslag om att kriminalisera vilseledande metoder i federala val och Iraq War De-Escalation Act, av vilka ingen antagits som lag.
Senare under 2007 tog Obama initiativ till ett tillägg till Defense Authorization Act för att ge garantier för militära avsked på grund av personlighetsstörningar. Detta tillägg gick igenom i senaten på våren 2008. Han tog initiativ till Iran Sanctions Enabling Act som stödde avhändelse av delstatliga pensionsfonder från Irans olje- och gasindustri, vilken inte har färdigbehandlats i utskott, och var en av initiativtagarna till lagförslag för att minska risken för kärnvapenterrorism. Obama tog också initiativ till ett tillägg i senaten till State Children's Health Insurance Program som föreskrev ett års skyddat arbete för familjemedlemmar som vårdar soldater med stridsrelaterade skador.

#### Utskott
Obama hade uppdrag i senatens utrikesutskott, miljö- och infrastrukturutskott och utskottet för frågor rörande krigsveteraner till och med december 2006. I januari 2007 lämnade han miljö- och infrastrukturutskottet och tog ytterligare uppdrag i utskottet för hälsa, utbildning, arbete och pensioner samt i utskottet för inrikes säkerhet och regeringen. Han blev också ordförande för senatens underutskott för Europafrågor. Som ledamot av senatens utrikesutskott gjorde Obama officiella resor till Östeuropa, Mellanöstern, Centralasien och Afrika. Han mötte Mahmoud Abbas innan denne blev president av Palestina, och höll ett tal vid Nairobis universitet där han fördömde korruption i Kenyas regering.

### Politiska ställningstaganden

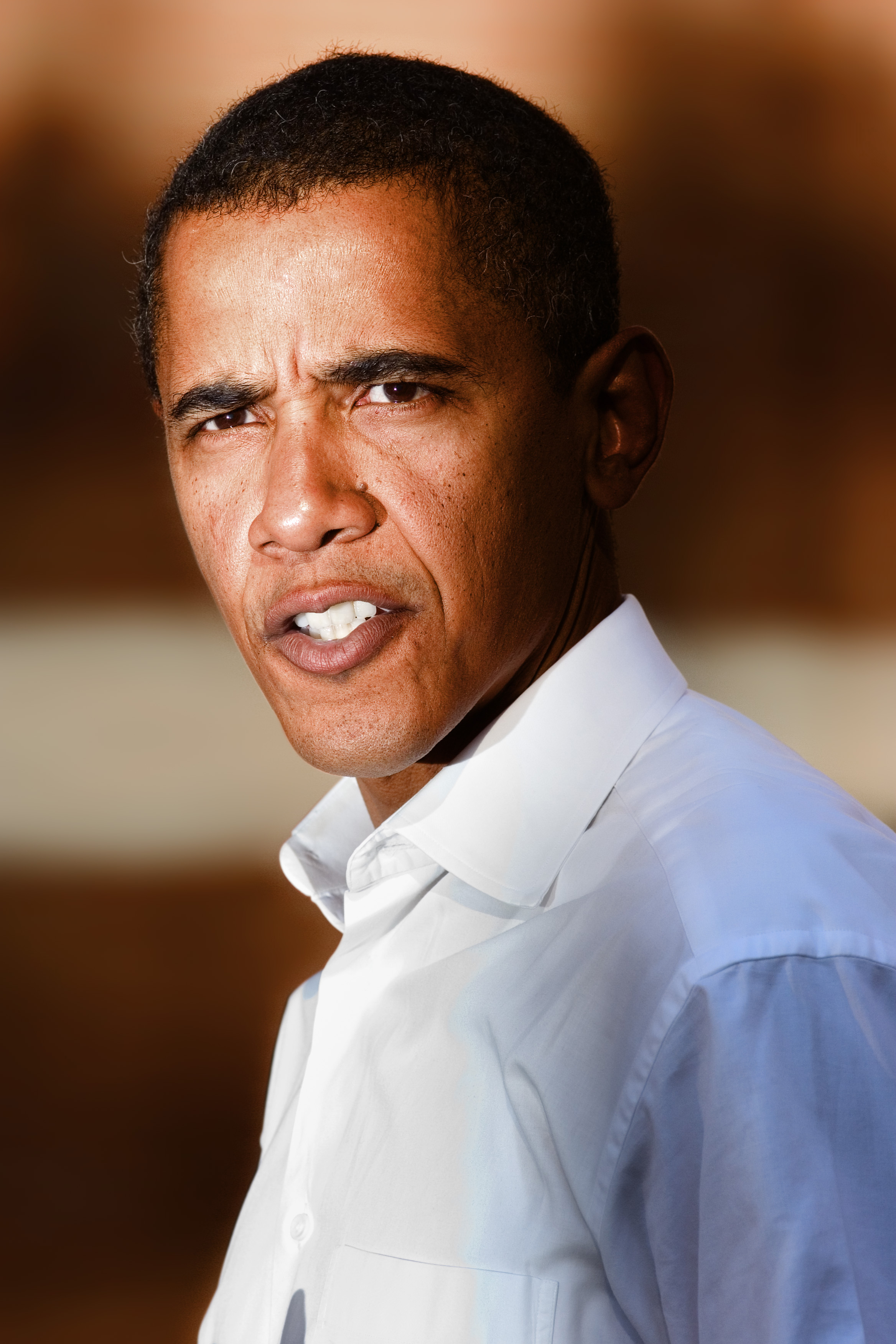
Obama framför ett tal på University of Southern California.

En metod som vissa statsvetare använder för att bedöma ideologi är att jämföra de årliga uppskattningarna från Americans for Democratic Action (ADA) med de från American Conservative Union (ACU). Baserat på Obamas tid som kongressledamot har han en genomsnittlig konservativ uppskattning på 7,67 procent från ACU, och en genomsnittlig liberal uppskattning på 90 procent från ADA.
Obama var en tidig motståndare till USA:s 43:e president George W. Bushs Irakpolitik. Den 2 oktober 2002, dagen då president George W. Bush och USA:s kongress kom överens om den resolution som gav klartecken till Irakkriget, talade Obama inför den första framträdande demonstrationen mot Irakkriget i Chicago, och uttalade sitt motstånd mot kriget. Den 16 mars 2003, dagen då president Bush utfärdade sitt ultimatum till Saddam Hussein att lämna Irak inom 48 timmar innan USA invaderade, talade Obama inför den dittills största demonstrationen mot Irakkriget i Chicago och sade till demonstranterna att det ”inte var för sent” att stoppa kriget.
I november 2006 förespråkade Obama en ”gradvis omgruppering av amerikanska styrkor från Irak” och öppnande av diplomatisk dialog med Syrien och Iran. I ett tal i mars 2007 inför AIPAC, en proisraelisk lobbyorganisation, sade han att den främsta vägen att förhindra Iran från att utveckla kärnvapen är genom samtal och diplomati, fastän han inte uteslöt militära aktioner. Obama har antytt att han skulle inleda förutsättningslös och "direkt presidentdiplomati" med Iran. När han redogjorde för sin strategi för att bekämpa global terrorism i augusti 2007 sade Obama, att ”det var ett förskräckligt misstag att inte agera” mot ett möte av al-Qaida-ledare 2005 som USA:s säkerhetstjänst hade bekräftat ägde rum i Pakistans federalt administrerade stamområden. Han sade att han som president inte skulle missa en liknande möjlighet, till och med utan stöd från Pakistans regering.
I en kolumn i The Washington Post i december 2005, och vid en demonstration med Save Darfur Coalition i april 2006, efterfrågade Obama ett mer bestämt agerande för att motverka folkmord i Darfurområdet i Sudan. Han har avhänt 180 000 dollar i personliga innehav av Sudan-relaterade aktier, och har uppmanat avhändelse från företag som bedriver affärsverksamhet i Iran. I tidskriften Foreign Affairs nummer för juli–augusti 2007 förespråkade Obama en utåtblickande utrikespolitik efter Irakkriget och en förnyelse av USA:s militära, diplomatiska och moraliska ledarskap i världen. Han framhöll att ”vi kan varken dra oss tillbaka från världen eller försöka skrämma den till underkastelse” och uppmanade amerikanerna att ”leda världen, i gärning och genom föredöme”.
Obama uttalade sig i april 2007 om vikten av att erkänna det armeniska folkmordet under första världskriget.

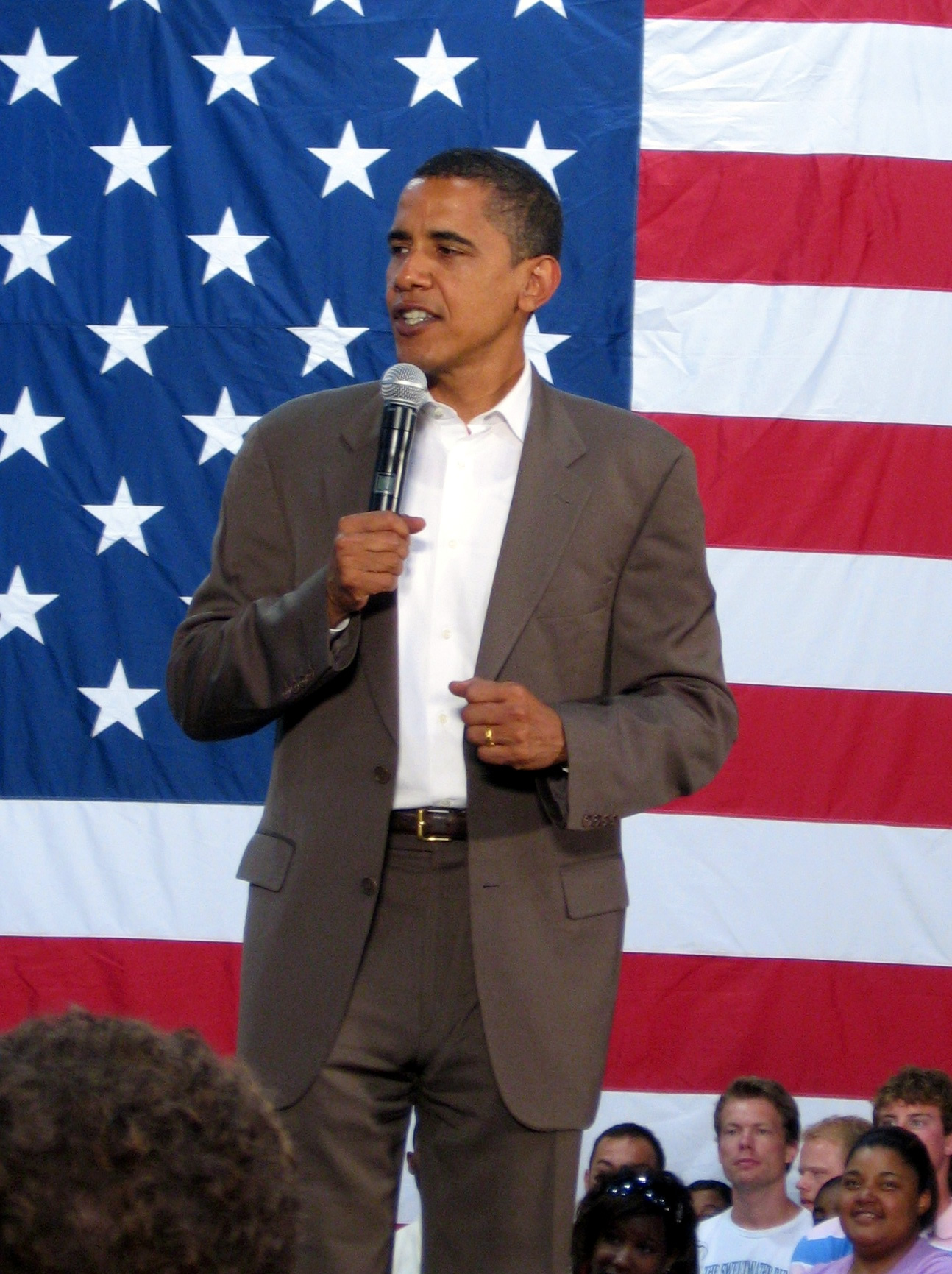
Obama talar vid ett möte i Conway, South Carolina.

I den ekonomiska politiken försvarade han i april 2005 Franklin D. Roosevelts sociala välfärdspolitik New Deal och kritiserade republikanska förslag om att upprätta privata konton för socialförsäkringar (Social Security). Efter orkanen Katrina sade Obama ifrån mot statens likgiltighet inför växande ekonomiska klasskillnader och uppmanade båda partier att agera för att återställa det sociala skyddsnätet för de fattiga. Kort innan han tillkännagav sin presidentvalskampanj sade Obama att han stödjer allmän sjukvård i USA. Obama föreslår att lärare ska belönas efter prestation, men försäkrar fackföreningarna att förändringarna ska genomföras genom kollektivavtalsprocessen.
I september 2007 beskyllde Obama särintressen för att snedvrida USA:s skattesystem. Hans plan skulle avskaffa skatter för pensionärer med inkomster på mindre än 50 000 dollar om året, dra tillbaka inkomstskattesänkningar för dem som tjänar över 250 000 dollar samt sänkningen av kapitalvinstskatten, stänga kryphål i företagsskatt, ta bort inkomsttaket för skatter på socialförsäkringar, begränsa offshore-ekonomier och förenkla inkomstdeklarationer genom att i förväg skriva in löne- och bankinformation som redan inhämtats av skattemyndigheten. När han tillkännagav sin presidentkampanjs energiplan i oktober 2007 föreslog Obama ett system för utsläppshandel för att begränsa koldioxidutsläpp och tioårigt program för investeringar i nya energikällor för minska USA:s beroende av importerad olja. Obama föreslog att alla utsläppsrätter skulle auktioneras ut, utan övergångsbestämmelser för olje- och gasföretag, och att de inkomster som genereras ska spenderas på energiutveckling och övergångskostnader.
Obama har uppmuntrat demokrater att nå fram till evangelikaler och andra religiösa grupper.
I december 2006 deltog han tillsammans med den republikanske senatorn Sam Brownback vid Globala toppmötet om aids och kyrkan, som organiserades av kyrkoledarna Kay och Rick Warren.
Tillsammans med Warren och Brownback gjorde Obama ett HIV-test, liksom han hade gjort i Kenya mindre än fyra månader tidigare.
Han uppmanade ”andra i det offentliga livet att göra detsamma” och inte skämmas för det.
När han talade inför över 8 000 medlemmar av United Church of Christ i juni 2007 protesterade Obama mot ”så kallade ledare för den kristna högern” för att vara ”alltför ivriga att utnyttja det som skiljer oss”.

## Presidentkampanjen 2008

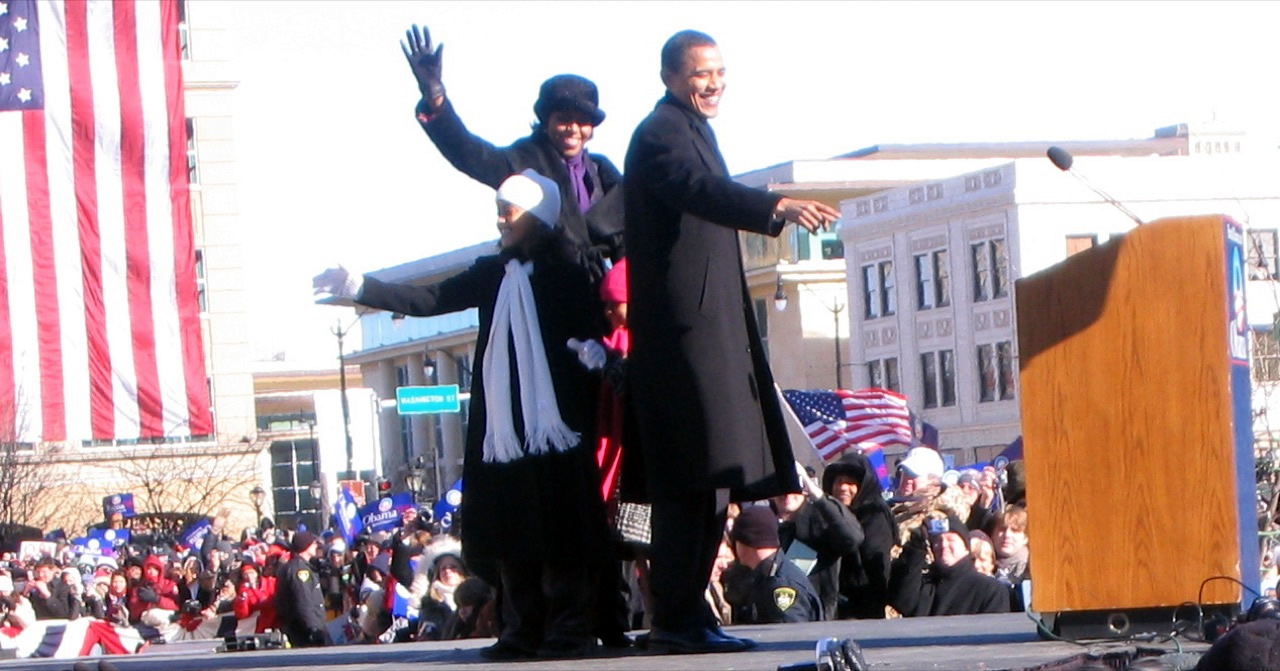
Obama med fru och döttrar på scenen precis innan han tillkännager sin presidentkampanj i Springfield, Illinois.

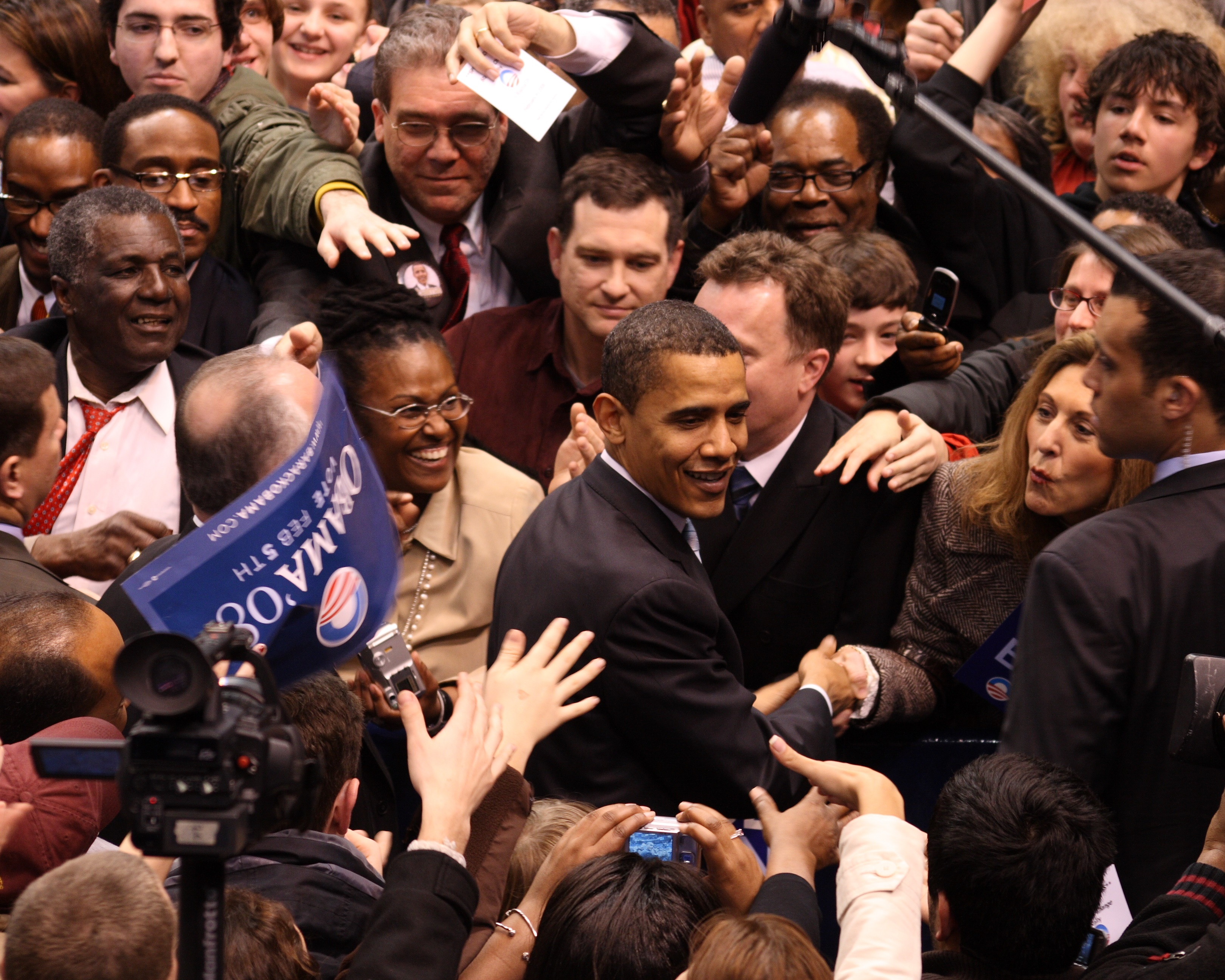
Obama med anhängare i Hartford, Connecticut den 4 februari 2008, dagen före Supertisdagen.

Den 10 februari 2007 tillkännagav Obama sin kandidatur till posten som USA:s president framför Old State Capitol-byggnaden i Springfield, Illinois. Valet av plats för tillkännagivandet var symboliskt eftersom det var där som Abraham Lincoln framförde sitt historiska ”House Divided”-tal år 1858.
Under valkampanjen betonade Obama frågorna att snabbt avsluta Irakkriget, minska USA:s utländska energiberoende och ordna allmän sjukvård. Vid ett tillfälle identifierade han dessa som sina tre högsta prioriteringar. Han framförde att om han blev vald skulle han genomföra nedskärningar i budgeten i storleksordningen tiotals miljarder dollar, sluta investera i ”oprövade” missilförsvarssystem, inte använda rymden som ett vapen, sakta ned utvecklandet av Future Combat Systems samt arbeta för att avskaffa alla kärnvapen. Obama förespråkar ett slut på utvecklandet av nya kärnvapen, en minskning av USA:s nuvarande kärnvapenarsenal, antagandet av ett globalt förbud mot framställning av fissilt material, och försök till förhandlingar med Ryssland för att ta bort interkontinentala ballistiska robotar från hög beredskap.
Obama har blivit hedersmedlem av Kråkindianernas stam. Obama var den första presidentkandidaten någonsin som besökt stammen.
Under både primärvalskampanjen och presidentvalet satte Obamas kampanj flera rekord för insamling av pengar, särskilt i mängden insamlade små bidrag. Den 19 juni blev Obama den förste presidentkandidaten från ett stort parti som avböjde offentlig finansiering i valet sedan systemet infördes 1976, och frångick därmed sin tidigare avsikt att ta emot det.
Ett stort antal kandidater ställde från början upp i Demokraternas primärval. Efter några inledande val begränsades fältet till en kamp mellan Obama och senator Hillary Clinton, där vardera vann några stater och loppet var nästan jämnt under hela primärvalsprocessen. Den 31 maj beslöt partistyrelsen (Democratic National Committee) att alla de omstridda delegaterna från Michigan och Florida skulle få rösta vid konventet, med en halv röst var, vilket minskade Obamas ledning i antal delegater. Den 3 juni 2008, när alla delstater räknats, passerade Obama tröskeln för att bli Demokraternas presumtiva presidentkandidat. Samma dag höll han ett segertal i St. Paul, Minnesota. Clinton avbröt sin kampanj och gav Obama sitt stöd den 7 juni. Från den tidpunkten och framåt drev han valkampanj i presidentvalet mot Republikanernas presidentkandidat senator John McCain.

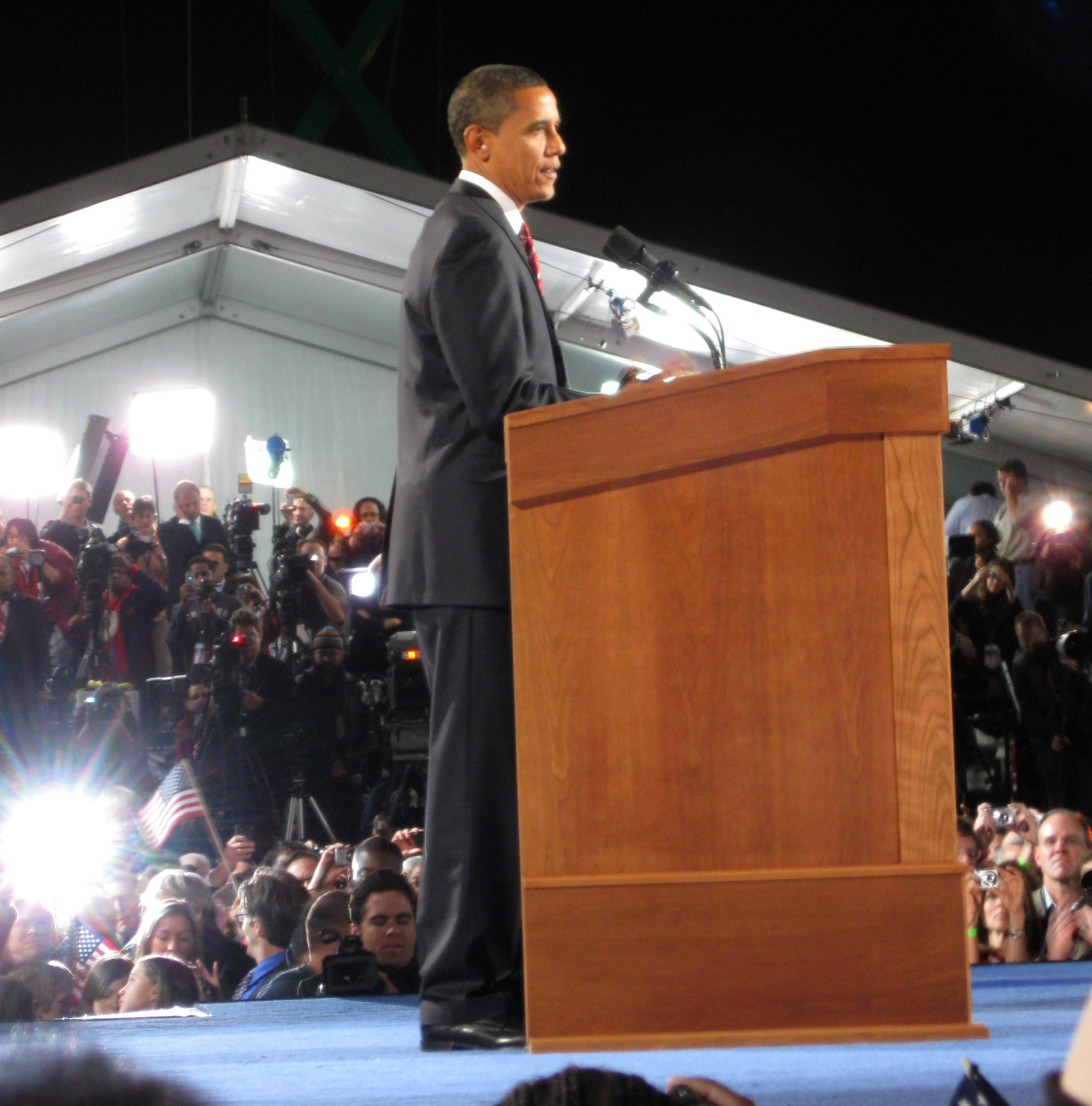
Obama framför sitt segertal.

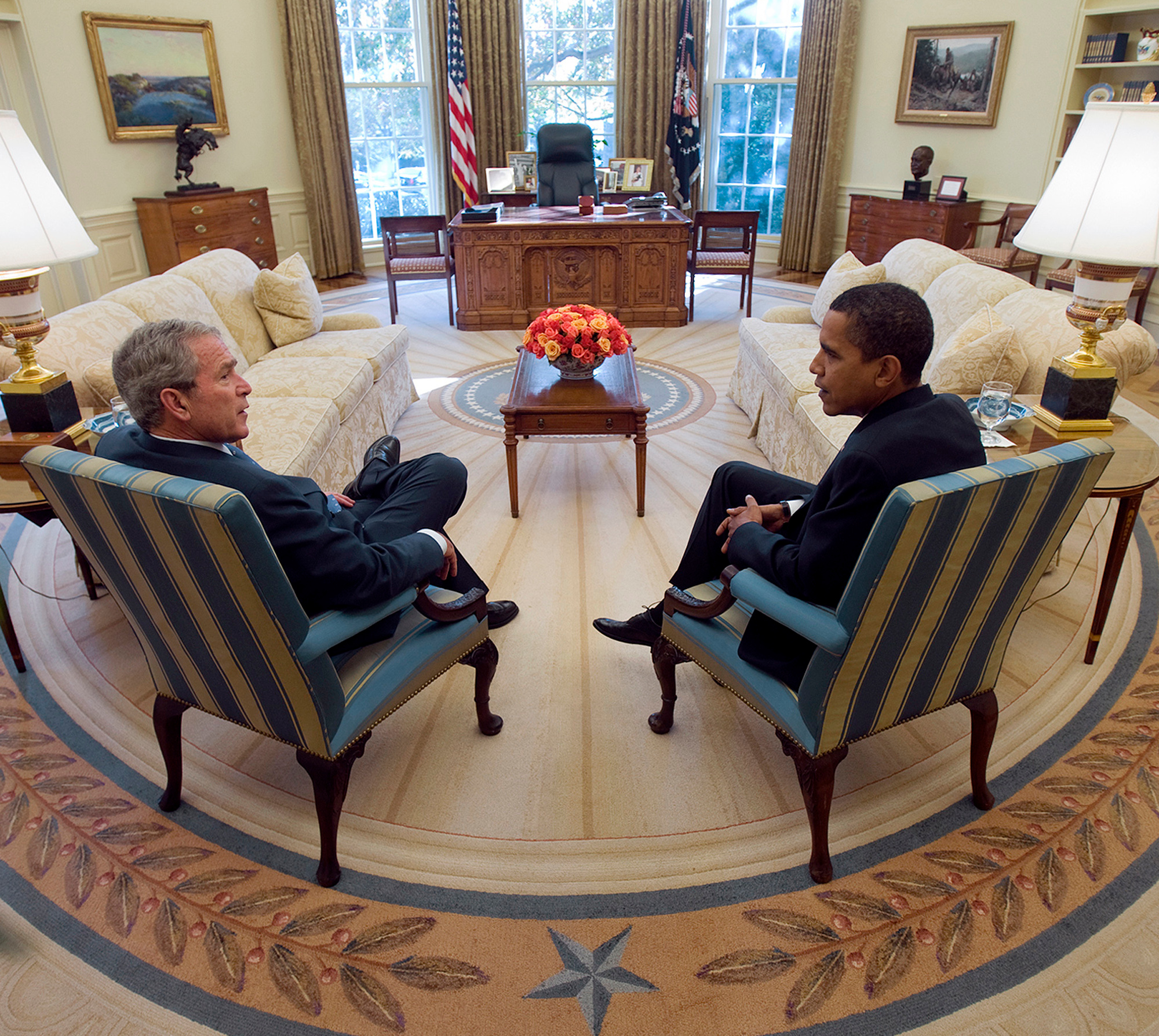
Obama möter dåvarande president George W. Bush i Ovala rummet den 10 november 2008.

Barack Obama meddelade den 23 augusti 2008 att han valt senatorn för Delaware Joe Biden till sin vicepresidentkandidat. Vid Demokraternas konvent i Denver, Colorado, höll Obamas tidigare rival Hillary Clinton ett tal där hon gav starkt stöd till Obamas kandidatur och föreslog senare att Obama skulle nomineras genom acklamation till Demokraternas presidentkandidat. Sedan framförde den 28 augusti Obama ett tal till de 84 000 anhängarna som samlats på konventet. I talet, som även sågs av över 38 miljoner personer över hela världen, accepterade han sitt partis nominering och presenterade sina politiska målsättningar. Han blev därmed den första afroamerikanen att ställa upp i presidentvalet som huvudkandidat för ett av de stora partierna. Tidigare år hade de svarta demokratiska politikerna Shirley Chisholm och Jesse Jackson försökt bli presidentkandidater utan att lyckas.
Valkampanjen, där Obama ställdes mot republikanen John McCain, kom att domineras av USA:s ekonomi och Irakkriget. Efter att McCain nominerades till Republikanernas presidentkandidat tydde opinionsmätningarna på att han hade minskat klyftan mot Obama. I september och oktober 2008 genomfördes tre presidentvalsdebatter mellan Obama och McCain. Efter dessa gick Obama framåt i de landsomfattande opinionsmätningarna.
Obama kritiserade George W. Bushs behandling av fångar på Guantanamobasen på Kuba och i Abu Ghraib-fängelset i Irak. "We only know these crimes took place because insiders blew the whistle at great personal risk ... Government whistleblowers are part of a healthy democracy and must be protected from reprisal." Han lovade även att stänga Guantanamobasen inom ett år.
Den 2 november 2008 avled Obamas mormor Madelyn Dunham av cancer vid 86 års ålder. Obama fick kännedom om sin mormors död dagen före presidentvalet.
Presidentvalet hölls den 4 november 2008. Obama segrade efter att ha fått 365 av de totalt 537 elektorsrösterna och stöd av 52,7 procent av väljarna. Obama vann dock enbart 28 procent av USA:s countyn, vilket var minst av en vinnande presidentkandidat i USA:s historia. I presidentvalet 2012, då Obama blev omvald, vann han enbart 22 procent (689 stycken) av USA:s countyn och är sedan dess den president som vunnit minst antal countyn i USA:s historia.
När Obama blev vald utbröt spontana gatufiranden i USA och utomlands. Många uttryckte förväntan att omvärldens bild av USA, som var påfrestad under George W. Bushs regering, skulle förbättras. Farhågor om att vapenlagarna skulle bli mer restriktiva under Obamas regering ledde till en ökning i försäljningen av skjutvapen runtom i USA.
I och med segern i presidentvalet blev Obama den första afroamerikanen att väljas till USA:s president. I sitt segertal, som framfördes inför hundratusentals anhängare i Grant Park i Chicago, tillkännagav Obama att ”förändringen har kommit till Amerika”. Såsom född i Hawaii är Obama den förste amerikanske presidenten som är född utanför det kontinentala USA. Han är också den femte yngste presidenten vid tiden för tillträdet och den andre vars huvudsakliga politiska bas är Illinois.

## Presidentskapet (2009–2017)

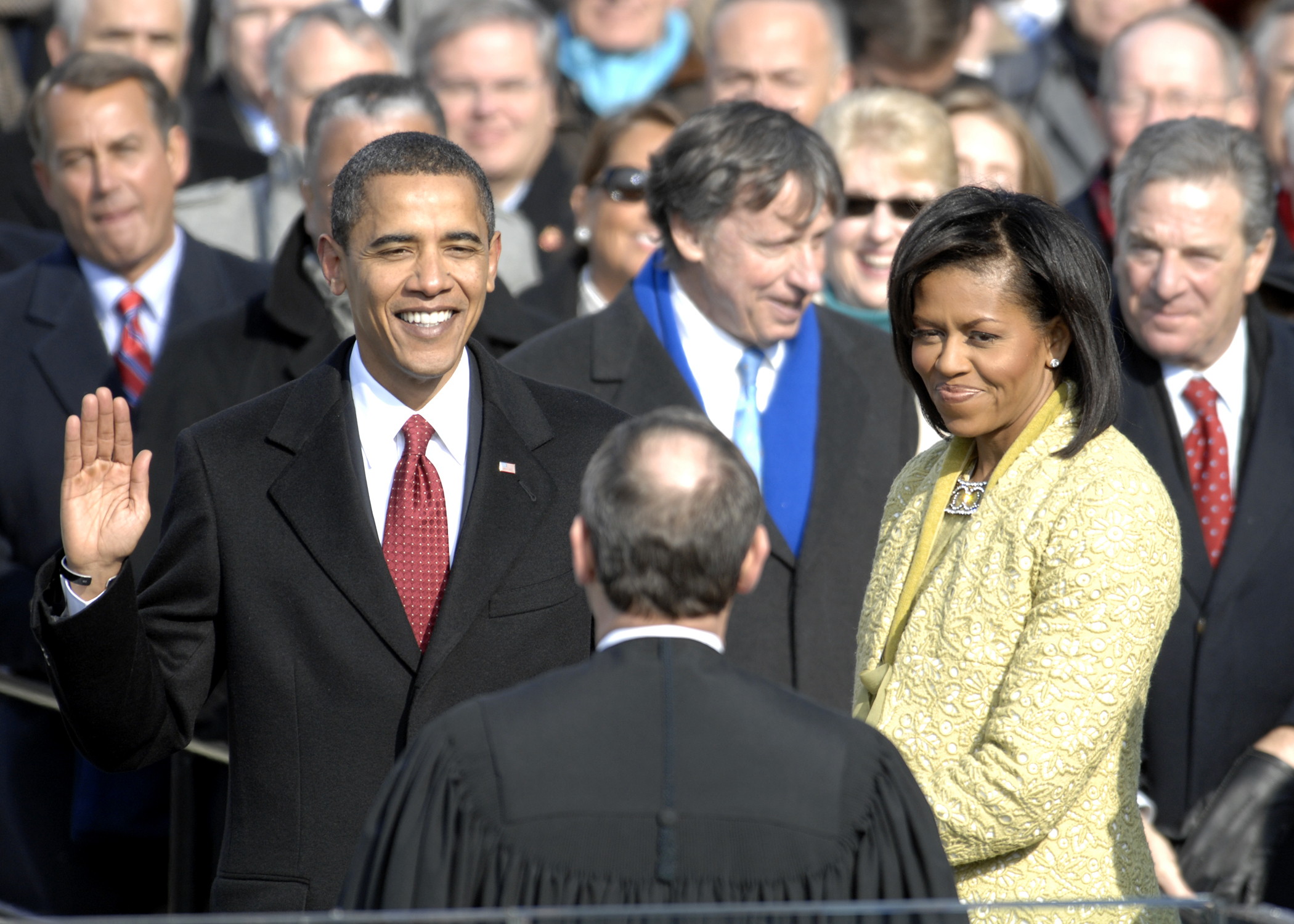
Barack Obama svärs in som USA:s 44:e president den 20 januari 2009.

Barack Obama installerades som USA:s 44:e president den 20 januari 2009 med Joe Biden som vicepresident. Under sin första vecka som president gav han order om att det omtvistade terroristfängelset på Guantanamo skulle stängas inom ett år samt tog kontakt med företrädare för de olika intressegrupperna i Israel-Palestina-konflikten. Obama upphävde dessutom förbudet för USA att ge bistånd till organisationer som förespråkar aborter utomlands.

### Inrikespolitik

#### Ekonomisk politik
Obama införde ett lönetak på 100 000 dollar för statliga tjänstemän. Han införde även att medarbetare i Vita huset som slutar inte får arbeta med liknande inriktning i näringslivet inom en tvåårsperiod.
Obama skrev under The Lilly Ledbetter Fair Pay Act, som är en lag som förbjuder lönediskriminering.
Obama beslutade att USA ska ge full militär pension till de filippinier som stred på USA:s sida under andra världskriget. Den dåvarande presidenten Harry S. Truman lovade dem det efter andra världskriget men höll inte sitt löfte. Då var det 250 000 frivilliga som slogs för USA. Idag är det 15 000 som fortfarande är vid liv.
Obama införde i juli 2010 flera nya regleringar inom finanssektorn genom Dodd–Frank Act.

#### Obamacare
Obamas sjukvårdsreform Patient Protection and Affordable Care Act, kallad Obamacare, röstades igenom med en rösts majoritet i mars 2010. Den innebär att 96 procent av medborgarna får sjukvårdsförsäkring och kräver att alla enskilda tecknar sjukvårdsförsäkring. Den gör också att privata sjukförsäkringsbolag inte får neka någon att få en sjukförsäkring och staten kommer med bidrag att hjälpa låginkomsttagare att betala premien.
Obamacare har mött massiv kritik, främst från republikaner. Även Demokraternas minoritetsledare Charles Schumer har i efterhand kritiserat reformens politiska timing. Kritiken mot Obamacare grundar sig framför allt i det intrång i individens frihet som lagen innebär eftersom den kräver att alla medborgare tecknar försäkring, samt de prisökningar på sjukvårdsförsäkringar som skett sedan lagens tillkomst. Detta sägs bland annat bero på de krav som ställs på försäkringsbolag att inte ta ut högre avgifter på försäkringstagare beroende på deras hälsotillstånd, kön och om de exempelvis har en kronisk sjukdom än medborgare utan sådan sjukdom, vilket har medfört att försäkringsbolagen tvingats höja priserna för vanliga medborgare. Vidare har framhållits att amerikanska medborgare över 65 år, som berörs mest av sjukvården, redan hade ett grundskydd och var försäkrade utan Obamacare genom Medicare och Medicaid.

#### Taxpayer March on Washington
Under den nationella demonstrationen Taxpayer March on Washington den 12 september 2009 protesterades särskilt mot bland annat Obamacare, men även andra delar av Obamas politik som ansågs representera ”big government” såsom skattehöjningar och ökade regleringar. Taxpayer March on Washington var den största demonstrationen under Obamas presidentskap och en av de större demonstrationerna i USA på flera år med hundratusentals demonstranter. Liknande demonstrationer, men i mindre skala, hölls även 2010 i städerna Washington, D.C., St. Louis och Sacramento.

#### Migrationspolitik
I juni 2012 skrev Obama under lagen Deferred Action for Childhood Arrivals (DACA) som möjliggör för illegala invandrare som anlände till USA när de var minderåriga att få arbetstillstånd i landet.

#### Kritik mot nyhetsmedier
Obama uttryckte omfattande kritik gentemot ett par amerikanska nyhetsmedier med konservativ inriktning i samband med sitt presidentskap. Detta särskilt mot Fox News, som är en av få etablerade nyhetsmedier med konservativ inriktning i USA. Ett par månader efter att Obama tillträtt som president kom ett officiellt uttalande från hans administration att de kommer att behandla Fox News som ett oppositionsparti och att de inte betraktar kanalen som en legitim nyhetskanal. Obama har även beskrivit Fox News som en ”destruktiv nyhetskanal” och som ett hot mot landets utveckling. Obama och hans administration valde även att utesluta nyhetskanalen från ett par pressträffar i Vita huset. I januari 2018 uttryckte han i en intervju att människor som tittar på Fox News ”lever på en annan planet”.
Vidare har Obama kritiserat nyhetsmedier generellt för att de enligt honom rapporterade för mycket om republikanen Donald Trump och dennes presidentkampanj 2016, och att de därigenom skulle ha hjälpt Trumps kampanj för mycket.

### Utrikespolitik
Obama beslutade i februari 2009 att dra tillbaka trupperna från Irak. Huvuddelen av de 142 000 amerikanska soldater som fanns i Irak skulle återvända till USA innan augusti 2010. Mellan 30 000 och 50 000 man skulle vara kvar för att utbilda irakisk militär och polis. Denna grupp lämnade Irak i slutet på 2011. Vid sitt tillträde som president 2009 ärvde Obama fyra krig från sin föregångare George W. Bush (Irak, Afghanistan, Somalia och Pakistan). Dessutom hade Bush genomfört militära insatser mot terrorister i Syrien och Jemen. Obama fick ta över samtliga dessa konflikter som inletts under Bushs tid som president. Konflikten i Jemen övergick till inbördeskrig mellan Houthistyrkor och Jemens regering där USA agerade mot terrorgruppen al Qaida på Arabiska halvön. 2011 inleddes inbördeskriget i Libyen. När Libyens terrorstämplade diktator Khadaffi var på väg att attackera landets andra stad Benghazi gav FN klartecken till en internationell insats mot Khadaffi. I Syrien bröt inbördeskrig ut och efter hand genomförde en internationell koalition omfattande militära insatser mot terrorgruppen IS. I koalitionen ingick bl a USA, Storbritannien, Australien, Belgien, Kanada, Tyskland, Frankrike, Italien och Norge.
Obama beslutade att förhörsledarna som använde skendränkning för misstänkta terrorister under Bushs presidentskap inte skulle åtalas eftersom de hade handlat i god tro.
År 2010 slöt Obama avtalet New START med Rysslands regering om avspänning och gemensam kärnvapennedrustning mellan USA och Ryssland.
År 2015 var Obama med och slöt ett avtal med Iran om att USA, Frankrike, Tyskland, Storbritannien, Kina och Ryssland lyfter sina ekonomiska sanktioner mot Iran i utbyte mot att Iran avvecklar sitt kärnkraftsprogram. Ett avtal som Obamas efterträdare Donald Trump valde att dra sig ur i maj 2018.

#### Nobels fredspris
Den 9 oktober tillkännagav Norska Nobelkommitténs ordförande Thorbjørn Jagland att Barack Obama, mindre än ett år efter sitt tillträde, tilldelats Nobels fredspris 2009. Nobelkommitténs beslut möttes blandad respons, både glädje men också kritik och förvåning sett till den korta tid som Obama hade varit president (knappt nio månader). Vid tillkännagivandet pågick både Irakkriget och kriget i Afghanistan. Motiveringen till utmärkelsen var att "Nobels fredspris för 2009 skall tilldelas president Barack Obama för hans extraordinära insats för att stärka internationell diplomati och samarbete mellan folk. Kommittén har lagt speciell vikt vid Obamas vision om att arbeta för en värld utan atomvapen." Priset tolkades av vissa som ett tack för att han inte är företrädaren president George W. Bush.
I efterhand har kritiken mot att Obama tilldelades fredspriset ökat. Geir Lundestad, direktör vid Norska Nobelinstitutet, har framhållit att priset inte fick den effekt på Obamas utrikespolitik som man önskat. Detta har tolkats som att beslutet att ge Obama priset 2009 var något förhastat.

#### Sverige-besöket 2013
I september 2013 gjorde Barack Obama ett officiellt besök i Stockholm. Detta var första gången som en sittande president i USA besökte Sveriges huvudstad.

### Eftermäle
Redan före Obamas frånträde som president i januari 2017 hade hans eftermäle som president börjat diskuteras. Bland hans största bedrifter nämns införandet av en universell sjukförsäkring (Obamacare), något som flera presidenter (Theodore Roosevelt, Franklin D. Roosevelt, Harry S. Truman, John F. Kennedy, Lyndon B. Johnson, Richard Nixon, Jimmy Carter och Bill Clinton) försökt med utan att lyckas, samt ett stimulanspaket som inneburit ökade möjligheter att investera i bland annat utbildningsväsendet, en reform av regelverket för Wall Street och legaliseringen av samkönade äktenskap.
Samtidigt har flera av Obamas politiska gärningar mött omfattande kritik. Obamas utrikespolitik har kritiserats för att ha varit svag och gett utrymme för bland annat Ryssland, Kina och Nordkorea att utöka sin globala makt samt ökat den politiska instabiliteten i Mellanöstern.

#### Förmögenhet
När Obama tillträdde som president 2008 hade han en förmögenhet på 1,3 miljoner amerikanska dollar. Hans förmögenhet ökade drastiskt under och efter presidentskapet och var i december 2020 uppe i minst 70 miljoner dollar.

## Efter presidentskapet
Efter presidentskapet valde Obama att 2018 teckna ett samarbetsavtal med Netflix med vilka han och frun Michelle ska producera tv-serier och filmer.

## Familj och privatliv

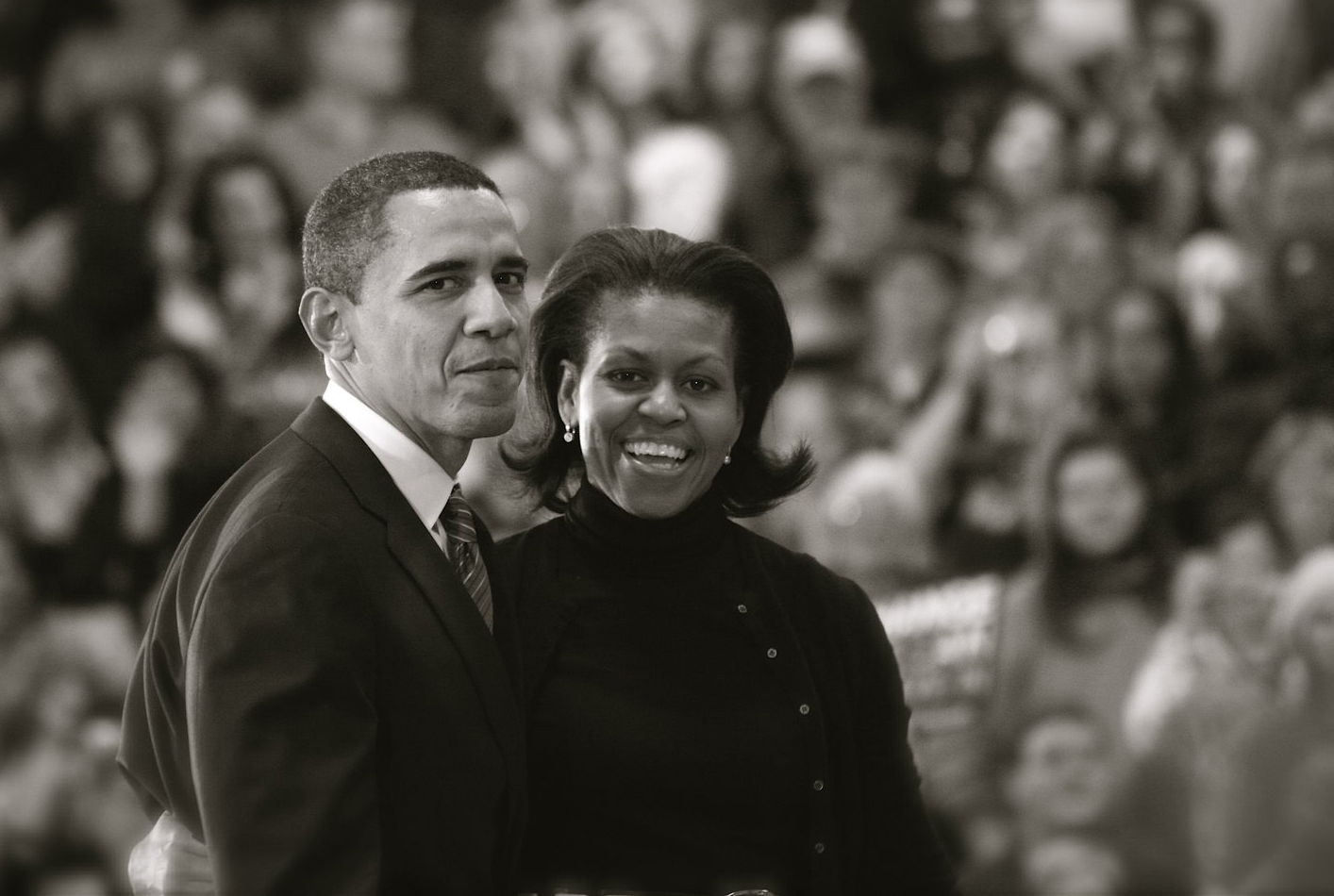
Barack Obama och hans fru Michelle Obama.

Barack Obama mötte sin blivande fru, Michelle Robinson, i juni 1989 när han var sommaranställd på advokatbyrån Sidley Austin i Chicago. Robinson utsågs som Obamas handledare på företaget för tre månader. År 1991 förlovade de sig och gifte sig den 3 oktober 1992. Parets första dotter, Malia Ann, föddes 4 juli 1998, och följdes av en andra dotter, Natasha (”Sasha”), som föddes 10 juni 2001.
Obama kallades ”Barry” som ung, men ville tilltalas med sitt riktiga förnamn under sin högskoletid.
Med hjälp av intäkterna från ett bokavtal flyttade familjen 2005 från en ägarbostad i Hyde Park i Chicago till ett hus för 1,6 miljoner dollar i det angränsande området Kenwood. Köpet av en intilliggande tomt och försäljningen av en del av den till Obama av hustrun till exploatören och vännen Tony Rezko blev uppmärksammat i nyhetsmedierna eftersom Rezko blev åtalad och senare fälld för politisk korruption som inte hade anknytning till Obama.
I december 2007 uppskattade tidskriften Money familjen Obamas förmögenhet netto till 1,3 miljoner dollar. Deras självdeklaration för 2007 visade att hushållet hade en inkomst på 4,2 miljoner dollar – vilket var en ökning från omkring 1 miljon 2006 och 1,6 miljoner 2005, som mestadels kom från försäljning av hans böcker.

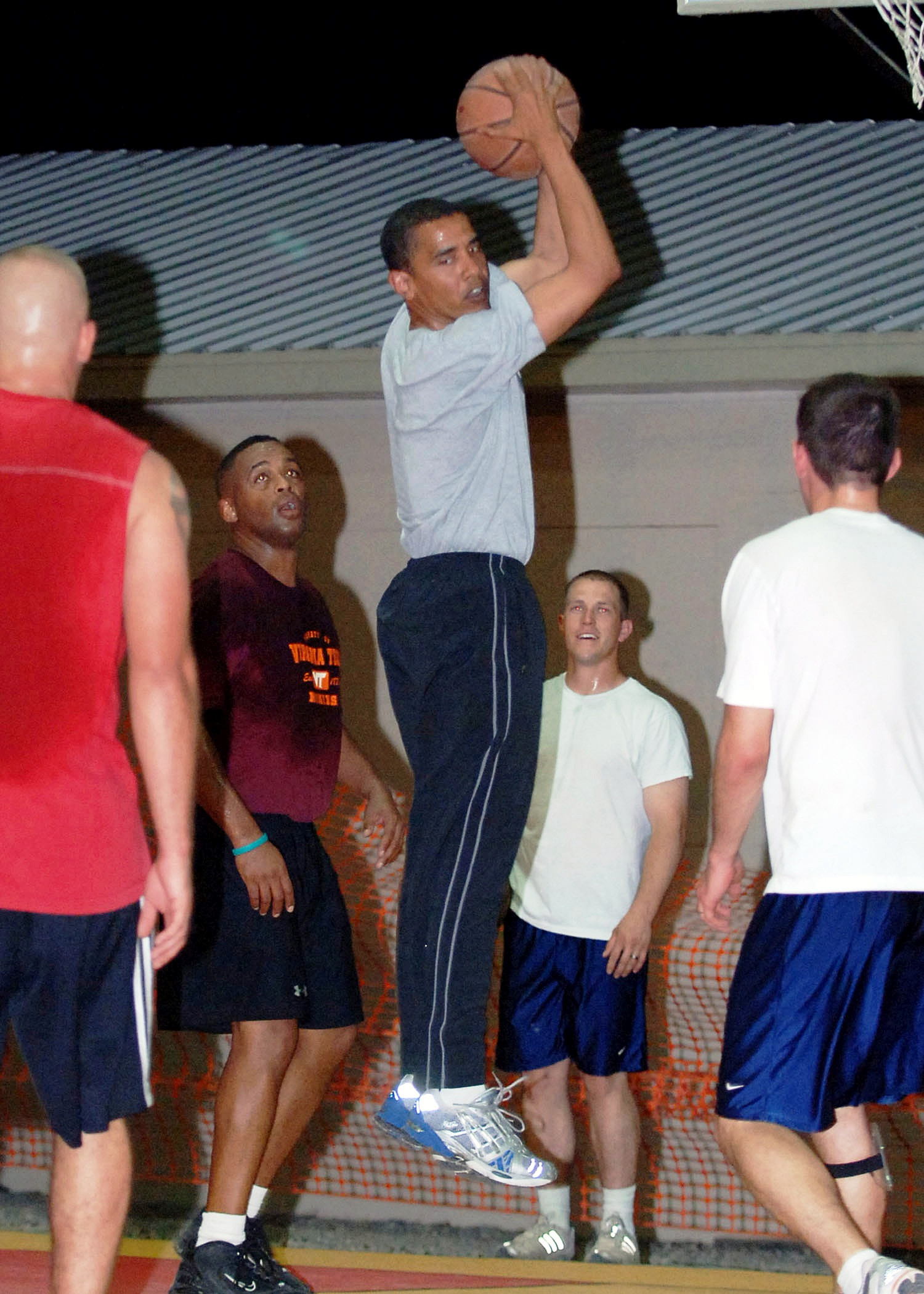
Obama spelar basket med amerikanska soldater i Djibouti 2006.

I en intervju på The Oprah Winfrey Show 2006 betonade Obama hur multikulturell hans utvidgade familj är. ”Michelle kan berätta för dig, att när vi träffas till jul eller Thanksgiving är det som ett litet mini-FN”, sade han. ”Jag har släktingar som ser ut som Bernie Mac, och jag har släktingar som ser ut som Margaret Thatcher.” Obama har sju halvsyskon från sin kenyanske fars familj, av vilka sex är i livet, och en halvsyster, Maya Soetoro-Ng, dottern till hans mor och hennes indonesiske andre make. Obamas mor överlevdes av sin Kansas-födda mor, Madelyn Dunham, som dog strax före Obamas presidentval. I sin biografi Dreams from My Father anknyter Obama sin mors släkthistoria till möjliga indianska förfäder och avlägsna släktingar till Jefferson Davis, president för Amerikas konfedererade stater under amerikanska inbördeskriget. Obama är på långt håll släkt med såväl förre presidenten George W. Bush som förre vicepresidenten Dick Cheney. I båda fallen måste man dock gå tillbaka till 1600-talet för att finna de gemensamma anorna.
Obama spelar basket och deltog i skollaget i denna sport i high school. Innan Obama tillkännagav sin presidentkandidatur inledde han ett omtalat försök att sluta röka.

### Kristen tro
Obama är kristen och har utvecklat sin religiösa syn som vuxen. I The Audacity of Hope beskriver Obama hur han inte uppfostrades i ett religiöst hem. Han beskriver sin mor, som uppfostrades av icke-religiösa föräldrar (vilka Obama på annan plats har betecknat som ”icke-utövande metodister och baptister”) som religiöst likgiltig, men ändå ”på många sätt den mest andligt medvetna person som jag har känt”. Han beskriver sin far som ”uppfostrad som muslim”, men ”inbiten ateist” vid den tid då hans föräldrar träffades, och sin styvfar som ”en man som inte betraktade religiös tro som särskilt användbar”. I boken beskriver Obama hur han, genom sitt arbete med svarta kyrkor som social aktivist i sin ungdom, kom att förstå ”den afroamerikanska religiösa traditionens förmåga att åstadkomma samhällsförändring”.
Den som introducerade Obama i den kristna tron för tjugo år sedan[när?] var Jeremiah Wright, dåvarande pastor i Trinity United Church of Christ i Chicago.
Obama döptes i Trinity United Church of Christ 1988 och blev samtidigt medlem av församlingen. Wright fungerade även som andlig vägledare för Obamas presidentkampanj 2008, tills han på grund av kontroversiella uttalanden i rasfrågan tvingades lämna denna uppgift i mars 2008. Den 31 maj 2008 lämnade Obama Trinity United Church efter kontroversiella uttalanden av en pastor som Wright hade bjudit in till kyrkan, Michael Pfleger. Efter att sedan dess ha saknat kyrkotillhörighet anslöt sig familjen Obama i juni 2009 till den fristående församlingen Evergreen Chapel vid Camp David.

## Kulturell och politisk framtoning

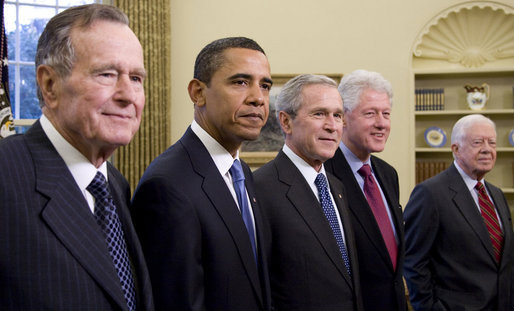
President George W. Bush bjöd in den tillträdande presidenten Barack Obama och de före detta presidenterna George H.W. Bush, Bill Clinton och Jimmy Carter till ett möte i Ovala rummet den 7 januari 2009.

Med sin kenyanske far och vita amerikanska mor, sin uppväxt i Honolulu och Jakarta och sin Ivy League-utbildning, skiljer sig Obamas tidiga livserfarenheter markant från de flesta andra afroamerikanska politikerna, vilka inledde sina karriärer på 1960-talet genom att delta i medborgarrättsrörelsen. Obama uttryckte sin förundran över frågor om huruvida han är ”tillräckligt svart” och sade inför ett möte med National Association of Black Journalists i augusti 2007 att debatten inte handlar om hans utseende eller hans meriter i frågor som berör svarta väljare. Obama sade att ”vi är fortfarande instängda i denna föreställning att om du tilltalar vita människor måste det vara någonting fel”.
Obama refererade till John F. Kennedys installationstal och bekräftade sin ungdomliga utstrålning i ett kampanjtal i oktober 2007 med orden ”Jag skulle inte vara här om inte facklan gång på gång överlämnats vidare till en ny generation.” Obama har jämförts med Martin Luther King som en symbol för det svarta USA. Han har bland annat riktat kritik mot rasism, klassförtryck och kriget i Irak. Timothy Grieve skrev på Salon att ”Obama har anammat Martin Luther Kings tonfall”. Han har även blivit jämförd med den tidigare presidenten John F. Kennedy.[källa behövs]
Obama har haft starkt stöd från svarta men han har även fått många vita väljare med sig. Enligt vallokalsundersökningar fick Obama stöd av 43 procent av de vita väljarna i presidentvalet 2008, vilket ligger i paritet med Al Gores och John Kerrys resultat från 2000 respektive 2004. McCain fick stöd av 55 procent av de vita väljarna i presidentvalet 2008.
Många kommentatorer nämnde Obamas internationella dragningskraft som en utmärkande faktor för hans offentliga framtoning. Inte bara visade flera opinionsmätningar starkt stöd för honom i andra länder, utan Obama upprättade också nära relationer med framträdande utländska politiker redan före sin presidentkandidatur, exempelvis med dåvarande brittiske premiärministern Tony Blair, som han mötte i London 2005, med partiledaren för det demokratiska partiet i Italien, Walter Veltroni, som besökte Obamas senatskontor 2005, och med Frankrikes president Nicolas Sarkozy, som också besökte honom i Washington, D.C. 2006.

## Avfärdade påståenden om Obama
Politiska motståndare har hävdat att Barack Obama inte kunde bli president eftersom han inte skulle vara född i USA, eller för att han inte är amerikansk medborgare. Detta är dock kontrollerat mot delstatens arkiv och bevisats vara felaktigt. Bland de uppgifter som förts fram är att han är född i Kenya, att han avsagt sig sitt amerikanska medborgarskap och att födelsebeviset som Obama offentliggjort är en förfalskning. Flera stämningar har lämnats in i USA:s högsta domstol och i lägre domstolar, men ingen av dem har gett bifall. Ett påstått kenyanskt födelsebevis som presenterades i juli 2009 visade sig vara en förfalskning. Men dessa rykten fortsatte, trots att Vita huset har offentliggjort Obamas födelseattest. En aggressiv kampanj finns på internet där ett flertal hemsidor påstår sig ha bevis men hittills har inga kunna verifieras som äkta.
Ett påstående är att Obama skulle vara muslim. Bland de argument som förs fram är hans fars och styvfars kopplingar till islam, att han uttalar Pakistan på "muslimskt" vis och felaktiga påståenden om att han svor senatorseden och presidenteden på Koranen. Obama har dementerat att han är muslim. Dock ser han milt på islam, och hävdar att alla har rätt att tycka som de vill.
Under Obamas presidentvalskampanj förekom i vissa kristna kretsar påståenden om att Obama skulle stämma in på Uppenbarelsebokens beskrivningar på Antikrist. Detta fick bland andra Tim LaHaye och Jerry B. Jenkins, författarna till den kristna bokserien Left Behind, att säga att så inte är fallet.

### Fotnoter
1. ↑  Thompson, Krissah; Orton, Kathy; Heil, Emily. ”The Obamas just bought their rental home in Washington”. WashingtonPost.com. https://www.washingtonpost.com/news/reliable-source/wp/2017/05/31/the-obamas-are-buying-their-rental-home-in-washington/.
2. ↑  ”Barack Obama, former President of the United States” (på engelska). GovTrack.us. https://www.govtrack.us/congress/members/barack_obama/400629. Läst 27 april 2022.
3. 1 2 3  Barack Obama is officially one of the most consequential presidents in American history, Vox, Dylan Matthews, läst 28 juni 2015
4. ↑  Nobelprisets webbplats
5. 1 2  Taylor, Adam. ”Obama's Nobel peace prize didn't have the desired effect, former Nobel official reveals”. The Washington Post. https://www.washingtonpost.com/news/worldviews/wp/2015/09/17/obamas-nobel-peace-prize-didnt-have-the-desired-effect-former-nobel-official-reveals/. Läst 17 maj 2018.
6. 1 2  Walt, Stephen M. (18 januari 2017). ”Obama was a Foreign-Policy Failure”. Foreign Policy. Läst 16 augusti 2018.
7. 1 2  ”Europeans View Obama's Exit With a Mix of Admiration and Regret”. The New York Times. 6 november 2016. https://www.nytimes.com/2016/11/07/world/europe/europeans-view-obamas-exit-with-a-mix-of-admiration-and-regret.html. Läst 16 augusti 2018.
8. 1 2  ”Netanyahu: Iran nuclear deal makes world much more dangerous, Israel not bound by it”. haaretz.com. 14 juli 2015. https://www.haaretz.com/news/diplomacy-defense/1.665821. Läst 17 maj 2018.
9. 1 2  ”A timeline of North Korea's nuclear ambitions”. The Economist. 9 september 2016. https://www.economist.com/blogs/graphicdetail/2016/09/troubling-trajectory. Läst 16 augusti 2018.
10. 1 2  ”Obama’s presidency will be defined by his failure to face down Assad”. The Guardian. Läst 16 augusti 2018.
11. 1 2  Hoffower, Hillary (9 december 2020). ”The Obamas are worth at least $70 million — take a look at how they make and spend their money”. Business Insider. Läst 21 december 2020.
12. 1 2  Kaspersen, Valerie (21 maj 2018). ”Paret Obama har tecknat avtal med Netflix” Arkiverad 16 augusti 2018 hämtat från the Wayback Machine.. Metro. Läst 16 augusti 2018.
13. ↑  Maraniss, David. Though Obama Had to Leave to Find Himself, It Is Hawaii That Made His Rise Possible The Washington Post, 2008-08-22. Läst 2008-10-27
14. ↑  White Pages
15. ↑  Born in the U.S.A. FactCheck, 21 augusti 2008. Läst 24 oktober 2008 (arkiverat 25 oktober 2008).
16. ↑  ”Report: Obama's Irish Roots Unearthed” (på engelska). Fox News. 3 maj 2007. Arkiverad från originalet den 3 november 2008. https://web.archive.org/web/20081103101334/http://www.foxnews.com/story/0,2933,269836,00.html. Läst 8 november 2008.
17. ↑  John A. Farrell (30 oktober 2008). ”Barack Obama's Irish Heritage” (på engelska). usnews.com. https://www.usnews.com/opinion/blogs/john-farrell/2008/10/30/barack-obamas-irish-heritage. Läst 8 november 2008.
18. ↑  ”Tiny Irish Village Is Latest Place to Claim Obama as Its Own” (på engelska). Thr Washington Post. 13 maj 2007 Hämtdatum=8 november 2008. https://www.washingtonpost.com/wp-dyn/content/article/2007/05/12/AR2007051201551.html.
19. ↑  Obama (1995), ss. 9–10. For book excerpts, see: Barack Obama: Creation of Tales East African, 2004-11-01. Läst 2008-04-13 (arkiverat 2007-09-27)
20. 1 2  Tim Jones. Obama's mom: Not just a girl from Kansas: Strong personalities shaped a future senator Chicago Tribune, 2007-03-27, reprinted in The Baltimore Sun. Läst 2008-10-27. arkiverat 2020-04-07
21. ↑  Ripley, Amanda (9 april 2008). ”The Story of Barack Obama's Mother”. Time. Arkiverad från originalet den 1 april 2012. https://web.archive.org/web/20120401230800/http://www.time.com/time/magazine/article/0,9171,1729685,00.html. Läst 9 april 2007.
22. ↑  Merida, Kevin. The Ghost of a Father Washington Post, 2007-12-14. Läst 2008-06-24. Se även: Ochieng, Philip. From Home Squared to the US Senate: How Barack Obama Was Lost and Found East African, 2004-11-01. Läst 2008-06-24 (arkiverat 2007-09-27). I augusti 2006 flög Obama sin fru och två döttrar från Chicago för att följa med honom på besök till hans fars födelseplats, en by nära Kisumu på landsbygden i västra Kenya. Gnecchi, Nico Obama Receives Hero's Welcome at His Family's Ancestral Village in Kenya Voice of America, 2006-02-27. Läst 2008-06-24 (arkiverat 2008-06-15).
23. ↑  Serafin, Peter (21 mars 2004). ”Punahou Grad Stirs Up Illinois Politics”. Honolulu Star-Bulletin. http://archives.starbulletin.com/2004/03/21/news/story4.html. Läst 13 april 2008. Se även: Obama (1995), kapitel 3 och 4.
24. ↑  Ripley, Amanda. The Story of Barack Obama's Mother Arkiverad 1 april 2012 hämtat från the Wayback Machine. Time, 2008-04-09. Läst 2008-06-24. Se även: Suryakusuma, Julia. Obama for President... of Indonesia Arkiverad 8 november 2008 hämtat från the Wayback Machine.Jakarta Post, 2006-11-29. Läst 2008-06-24 ()
25. ↑  Effect of Obama's Candor Remains to Be Seen, Washington Post, 3 januari 2007.
26. ↑  Obama, McCain talk issues at pastor's forum cnn.com, 2008-08-17. Läst 29 augusti 2008; 
Barack Obama, asked about drug history, admits he inhaled International Herald Tribune, 2006-10-25. Läst 31 augusti 2008 (arkiverat 4 november 2006).
27. ↑  Punahou grad stirs up Illinois politics Arkiverad 18 september 2008 hämtat från the Wayback Machine., starbulletin.com 21 mars 2004. Hämtat 27 juli 2008.
28. ↑  Oxy Remembers "Barry" Obama '83 Arkiverad 28 augusti 2008 hämtat från the Wayback Machine., oxy.edu 29 januari 2007. Hämtat 27 juli 2008.
29. ↑  Boss-Bicak, Shira. Barack Obama '83 Columbia College Today, January 2005. Läst 2008-06-09 (arkiverat 2008-09-05).
30. ↑  Curriculum Vitae The University of Chicago Law School. Läst 3 november 2008 (arkiverat 9 maj 2001).
31. ↑  Issenberg, Sasha. Obama shows hints of his year in global finance: Tied markets to social aid Boston Globe, 2008-08-06. Läst 2008-04-13.
32. 1 2 3 4 5 6 7  Chassie, Karen (red.) (2007). Who's Who in America, 2008 s. 3468. Marquis Who's Who, New Providence, NJ. ISBN 9780837970110. Läst 6 juni 2008 (arkiverat 20 april 2010).
33. ↑  Scott, Janny. Obama's Account of New York Years Often Differs from What Others Say The New York Times, 2007-10-30. Läst 2008-04-13; Obama (1995), s. 133–140; Mendell (2007), s. 62–63.
34. ↑  Secter, Bob; McCormick, John. Portrait of a pragmatist Chicago Tribune, s. 1, 2007-03-30. Läst 2008-06-06 (arkiverat 2008-02-09); Lizza, Ryan. The Agitator: Barack Obama's Unlikely Political Education New Republic, 2007-03-19. Läst 2008-04-13 (arkiverat 2008-04-13); Obama (1995), s. 140–295; Mendell (2007), s. 63–83.
35. ↑  Matchan, Linda (15 februari 1990). ”A Law Review breakthrough” (paid archive). The Boston Globe:  s. 29. Arkiverad från originalet den 6 juni 2008. https://web.archive.org/web/20080606010101/http://search.boston.com/local/Search.do?s.sm.query=&s.author=Linda+Matchan&s.tab=globe&s.si%28simplesearchinput%29.sortBy=-articleprintpublicationdate&docType=&date=&s.startDate=1990-02-15&s.endDate=1990-02-15. Läst 6 juni 2008.
Corr, John (27 februari 1990). ”From mean streets to hallowed halls” (paid archive). The Philadelphia Inquirer:  s. C01. Arkiverad från originalet den 3 mars 2016. https://web.archive.org/web/20160303225806/http://www.boston.com/news/politics/2008/articles/1990/02/15/a_law_review_breakthrough/. Läst 6 juni 2008.
36. ↑  
Obama, Barack (augusti–september 1988). ”Why organize? Problems and promise in the inner city”. Illinois Issues "14" (8–9):  ss. 40–42. Läst 6 juni 2008. omtryckt i: Knoepfle, Peg (red.) (1990). After Alinsky: community organizing in Illinois. Springfield, IL: Sangamon State University. sid. s. 35–40. ISBN 0962087335. Läst 6 juni 2008
Tayler, Letta; Herbert, Keith (2 mars 2008). ”Obama forged path as Chicago community organizer”. Newsday:  s. A06. Arkiverad från originalet den 30 september 2008. https://web.archive.org/web/20080930205556/http://www.newsday.com/news/printedition/nation/ny-usobam025598601mar02,0,7841545,full.story. Läst 6 juni 2008.
37. ↑  
 Obama (1995), s. 299–437.
38. 1 2  Levenson, Michael; Saltzman, Jonathan (28 januari 2007). ”At Harvard Law, a unifying voice”. The Boston Globe. http://www.boston.com/news/local/articles/2007/01/28/at_harvard_law_a_unifying_voice/?page=full. Läst 15 juni 2008.
Kantor, Jodi (28 januari 2007). ”In law school, Obama found political voice”. The New York Times:  s. 1. http://www.nytimes.com/2007/01/28/us/politics/28obama.html?_r=1&pagewanted=all. Läst 15 juni 2008.
Kodama, Marie C (19 januari 2007). ”Obama left mark on HLS”. The Harvard Crimson. http://www.thecrimson.com/article.aspx?ref=516664. Läst 15 juni 2008.
Mundy, Liza (12 augusti 2007). ”A series of fortunate events”. The Washington Post:  s. W10. http://www.washingtonpost.com/wp-dyn/content/article/2007/08/08/AR2007080802038_pf.html. Läst 15 juni 2008.
Heilemann, John (22 oktober 2007). ”When they were young”. New York "40" (37):  ss. 32–7, 132–3. Arkiverad från originalet den 4 mars 2016. https://web.archive.org/web/20160304000128/http://www.boston.com/news/local/articles/2007/01/28/at_harvard_law_a_unifying_voice/?page=full. Läst 15 juni 2008. Mendell (2007), s. 80–92.
39. 1 2  Butterfield, Fox (6 februari 1990). ”First black elected to head Harvard's Law Review”. The New York Times:  s. A20. http://query.nytimes.com/gst/fullpage.html?res=9C0CE2DC1631F935A35751C0A966958260. Läst 15 juni 2008.
Ybarra, Michael J (7 februari 1990). ”Activist in Chicago now heads Harvard Law Review” (paid archive). Chicago Tribune:  s. 3. Arkiverad från originalet den 9 oktober 2012. https://web.archive.org/web/20121009082828/http://pqasb.pqarchiver.com/chicagotribune/access/28797353.html?dids=28797353:28797353&FMT=ABS&FMTS=ABS:FT. Läst 15 juni 2008.
Matchan, Linda (15 februari 1990). ”A Law Review breakthrough” (paid archive). The Boston Globe:  s. 29. Arkiverad från originalet den 6 juni 2008. https://web.archive.org/web/20080606010101/http://search.boston.com/local/Search.do?s.sm.query=&s.author=Linda+Matchan&s.tab=globe&s.si%28simplesearchinput%29.sortBy=-articleprintpublicationdate&docType=&date=&s.startDate=1990-02-15&s.endDate=1990-02-15. Läst 15 juni 2008.
Corr, John (27 februari 1990). ”From mean streets to hallowed halls” (paid archive). The Philadelphia Inquirer:  s. C01. Arkiverad från originalet den 3 mars 2016. https://web.archive.org/web/20160303225806/http://www.boston.com/news/politics/2008/articles/1990/02/15/a_law_review_breakthrough/. Läst 15 juni 2008.
Drummond, Tammerlin (12 mars 1990). ”Barack Obama's Law; Harvard Law Review's first black president plans a life of public service” (paid archive). Los Angeles Times:  s. E1. Arkiverad från originalet den 9 oktober 2012. https://web.archive.org/web/20121009082849/http://pqasb.pqarchiver.com/latimes/access/60017156.html?dids=60017156:60017156&FMT=ABS&FMTS=ABS:FT. Läst 15 juni 2008.
Pugh, Allison J. (Associated Press) (18 april 1990). ”Law Review's first black president aims to help poor” (paid archive). The Miami Herald:  s. C01. http://nl.newsbank.com/nl-search/we/Archives?p_product=MH&p_theme=realcities2&p_action=search&p_maxdocs=200&s_site=miami&s_trackval=MH&s_dispstring=Title(Law%20Review's%20first%20black%20president%20aims%20to%20help%20poor)%20AND%20date(04/18/1990%20to%2004/18/1990)&p_field_date-0=YMD_date&p_params_date-0=date:B,E&p_text_date-0=04/18/1990%20to%2004/18/1990)&p_field_advanced-0=title&p_text_advanced-0=(Law%20Review's%20first%20black%20president%20aims%20to%20help%20poor)&xcal_numdocs=20&p_perpage=10&p_sort=_rank_:D&xcal_ranksort=4&xcal_useweights=yes. Läst 15 juni 2008.
40. ↑  Aguilar, Louis (11 juli 1990). ”Survey: Law firms slow to add minority partners” (paid archive). Chicago Tribune:  s. 1 (Business). Arkiverad från originalet den 26 juli 2013. https://web.archive.org/web/20130726222947/http://pqasb.pqarchiver.com/chicagotribune/access/28774085.html?dids=28774085:28774085&FMT=ABS&FMTS=ABS:FT. Läst 15 juni 2008.  ”Barack Obama, a summer associate at Hopkins & Sutter in Chicago”
41. ↑  
Adams, Richard (9 maj 2007). ”Barack Obama”. The Guardian. http://www.guardian.co.uk/world/2007/may/09/barackobama.uselections20081. Läst 26 oktober 2008.
42. ↑  
Mendell, David. ”Barack Obama (American politician)”. http://www.britannica.com/EBchecked/topic/973560/Barack-Obama. Läst 26 oktober 2008.
43. 1 2 3  
Scott, Janny (18 maj 2008). ”The story of Obama, written by Obama”. The New York Times:  s. 1. http://www.nytimes.com/2008/05/18/us/politics/18memoirs.html?pagewanted=all. Läst 15 juni 2008. Obama (1995), s. xiii–xvii.
44. ↑  
”Min far hade en dröm”. Albert Bonniers förlag. http://www.albertbonniersforlag.se/Bocker-auto/Bokpresentationssida/?isbn=9789100117283. Läst 14 november 2008.
45. ↑  
White, Jesse (red.) (2000). Illinois Blue Book, 2000, Millennium ed.. Springfield, IL: Illinois Secretary of State. sid. s. 83. OCLC 43923973. Läst 6 juni 2008
46. ↑  Jarrett, Vernon (11 augusti 1992). ”'Project Vote' brings power to the people” (paid archive). Chicago Sun-Times:  s. 23. Arkiverad från originalet den 11 oktober 2012. https://web.archive.org/web/20121011212738/http://nl.newsbank.com/nl-search/we/Archives?p_product=CSTB&p_theme=cstb&p_action=search&p_maxdocs=200&s_dispstring=(Vernon%20Jarrett)%20AND%20date(8/11/1992%20to%208/11/1992)&p_field_date-0=YMD_date&p_params_date-0=date:B,E&p_text_date-0=8/11/1992%20to%208/11/1992)&p_field_advanced-0=&p_text_advanced-0=(Vernon%20Jarrett)&xcal_numdocs=20&p_perpage=10&p_sort=YMD_date:D&xcal_useweights=no. Läst 6 juni 2008.
Reynolds, Gretchen (januari 1993). ”Vote of Confidence”. Chicago "42" (1):  ss. 53–54. http://www.chicagomag.com/Chicago-Magazine/January-1993/Vote-of-Confidence/. Läst 6 juni 2008.
Anderson, Veronica (9 april 1993). ”40 under Forty: Barack Obama, Director, Illinois Project Vote”. Crain Communications Inc. "16" (39):  ss. 43. Läst 6 juni 2008.
47. ↑  
University of Chicago Law School (27 mars 2008). ”Statement regarding Barack Obama”. University of Chicago Law School. Arkiverad från originalet den 8 juni 2008. https://web.archive.org/web/20080608225931/http://www.law.uchicago.edu/media/index.html. Läst 10 juni 2008.
Miller, Joe (28 mars 2008). ”Was Barack Obama really a constitutional law professor?”. FactCheck.org. Arkiverad från originalet den 17 juni 2008. https://web.archive.org/web/20080617230454/http://www.factcheck.org/askfactcheck/was_barack_obama_really_a_constitutional_law.html. Läst 10 juni 2008.
Holan, Angie Drobnic (7 mars 2008). ”Obama's 20 years of experience”. PolitiFact.com. http://www.politifact.com/truth-o-meter/article/2008/mar/07/obamas-20-years-experience/. Läst 10 juni 2008.
48. ↑  Robinson, Mike (Associated Press) (10 februari 2007). ”Obama got start in civil rights practice”. The Boston Globe. http://www.boston.com/news/nation/articles/2007/02/20/obama_got_start_in_civil_rights_practice/. Läst 15 juni 2008.
Pallasch, Abdon M (17 december 2007). ”As lawyer, Obama was strong, silent type; He was 'smart, innovative, relentless,' and he mostly let other lawyers do the talking”. Chicago Sun-Times:  s. 4. Arkiverad från originalet den 24 juli 2008. https://web.archive.org/web/20080724214028/http://www.suntimes.com/news/politics/obama/700499,CST-NWS-Obama-law17.article. Läst 15 juni 2008.
”People” (paid archive). Chicago Tribune:  s. 9 (Business). 27 juni 1993. Arkiverad från originalet den 4 december 2013. https://web.archive.org/web/20131204190346/http://pqasb.pqarchiver.com/chicagotribune/doc/283584889.html?FMT=ABS&FMTS=ABS%3AFT&type=current&date=&author=&pub=&edition=&startpage=&desc=. Läst 15 juni 2008.
”Business appointments” (paid archive). Chicago-Sun-Times:  s. 40. 5 juli 1993. Arkiverad från originalet den 14 maj 2011. https://web.archive.org/web/20110514214652/http://nl.newsbank.com/nl-search/we/Archives?p_product=CSTB&p_theme=cstb&p_action=search&p_maxdocs=200&s_dispstring=(Business%20appointments)%20AND%20date(7/5/1993%20to%207/5/1993)&p_field_date-0=YMD_date&p_params_date-0=date:B,E&p_text_date-0=7/5/1993%20to%207/5/1993)&p_field_advanced-0=&p_text_advanced-0=(Business%20appointments)&xcal_numdocs=20&p_perpage=10&p_sort=YMD_date:D&xcal_useweights=no. Läst 15 juni 2008.
Miner, Barnhill & Galland (2008). ”About Us”. Miner, Barnhill & Galland – Chicago, Illinois. Arkiverad från originalet den 20 juli 2008. https://web.archive.org/web/20080720182856/http://www.lawmbg.com/index.cfm/PageID/2711. Läst 15 juni 2008. Obama (1995), s. 438–439, Mendell (2007), s. 104–106.
49. ↑  ”ARDC Individual Attorney Record of Public Registration and Public Disciplinary and Disability Information as of October 17, 2008 at 12:52:13 PM”. Attorney Registration and Disciplinary Commission of the Supreme Court of Illinois. Arkiverad från originalet den 25 januari 2021. https://web.archive.org/web/20210125022259/https://www.iardc.org/ldetail.asp?id=595938384. Läst 19 oktober 2008.
50. ↑  
Public Allies (2008). ”Fact Sheet on Public Allies' History with Senator Barack and Michelle Obama”. Public Allies. Arkiverad från originalet den 11 juni 2008. https://web.archive.org/web/20080611150605/http://www.publicallies.org/site/c.liKUL3PNLvF/b.3960231/. Läst 6 juni 2008.
51. ↑  
”About us”. Public Allies. Arkiverad från originalet den 3 december 2008. https://web.archive.org/web/20081203141520/http://www.publicallies.org/site/c.liKUL3PNLvF/b.2775807/k.C8B5/ABOUT_US.htm.
52. ↑  Jackson, David (3 april 2007). ”Obama Knows His Way Around a Ballot”. Chicago Tribune. Läst 14 januari 2008.
White, Jesse (2001). ”Legislative Districts of Cook County, 1991 Reapportionment”. Illinois Blue Book 2001–2002. Springfield: Illinois Secretary of State. sid. p. 65State Sen. District 13 = State Rep. Districts 25 & 26.
53. ↑  Slevin, Peter (9 februari 2007). ”Obama Forged Political Mettle in Illinois Capitol”. Washington Post. http://www.washingtonpost.com/wp-dyn/content/article/2007/02/08/AR2007020802262.html. Läst 20 april 2008. Helman, Scott (23 september 2007). ”In Illinois, Obama dealt with Lobbyists”. Boston Globe. http://www.boston.com/news/nation/articles/2007/09/23/in_illinois_obama_dealt_with_lobbyists/. Läst 20 april 2008. Se även: ”Obama Record May Be Gold Mine for Critics”. Associated Press (CBS News). 17 januari 2007. http://www.cbsnews.com/stories/2007/01/17/politics/main2369157.shtml. Läst 20 april 2008. ”In-Depth Look at Obama's Political Career” (video). CLTV (Chicago Tribune). 9 februari 2007. Arkiverad från originalet den 7 april 2019. https://web.archive.org/web/20190407014705/http://www.washingtonpost.com/wp-dyn/content/article/2007/02/08/AR2007020802262.html. Läst 20 april 2008.
54. 1 2  Scott, Janny (30 juli 2007). ”In Illinois, Obama Proved Pragmatic and Shrewd”. The New York Times. http://www.nytimes.com/2007/07/30/us/politics/30obama.html. Läst 20 april 2008. Se även: Pearson, Rick (3 maj 2007). ”Careful Steps, Looking Ahead”. Chicago Tribune. Arkiverad från originalet den 16 februari 2008. https://web.archive.org/web/20080216014957/http://www.chicagotribune.com/news/politics/chi-0705030101may03%2C1%2C7439904.story. Läst 20 april 2008.
55. ↑  Allison, Melissa (15 december 2000). ”State takes on predatory lending; Rules would halt single-premium life insurance financing”. Chicago Tribune:  s. 1 (Business). Arkiverad från originalet den 17 juni 2008. https://web.archive.org/web/20080617151154/http://pqasb.pqarchiver.com/chicagotribune/access/65214450.html?dids=65214450:65214450&FMT=ABS&FMTS=ABS:FT. Läst 1 juni 2008. Long, Ray; Allison, Melissa (18 april 2001). ”Illinois OKs predatory loan curbs; State aims to avert home foreclosures.”. Chicago Tribune:  s. 1. Arkiverad från originalet den 26 juli 2013. https://web.archive.org/web/20130726225047/http://pqasb.pqarchiver.com/chicagotribune/access/65214450.html?dids=65214450:65214450&FMT=ABS&FMTS=ABS:FT. Läst 1 juni 2008.
56. ↑  ”13th District: Barack Obama” (archive). Illinois State Senate Democrats. 24 augusti 2000. Arkiverad från originalet den 24 augusti 2000. https://web.archive.org/web/20000824102110/http://www.senatedem.state.il.us/obama/index.html. Läst 20 april 2008. ”13th District: Barack Obama” (archive). Illinois State Senate Democrats. 9 oktober 2004. Arkiverad från originalet den 2 augusti 2004. https://web.archive.org/web/20040802233730/http://www.senatedem.state.il.us/obama/index.html. Läst 20 april 2008.
57. ↑  ”Federal Elections 2000: U.S. House Results - Illinois”. Federal Election Commission. http://www.fec.gov/pubrec/fe2000/ilh.htm. Läst 24 april 2008.. Se även: ”Obama's Loss May Have Aided White House Bid”. http://www.npr.org/templates/story/story.php?storyId=14502364. and Scott, Janny (9 september 2007). ”A Streetwise Veteran Schooled Young Obama”. The New York Times. http://www.nytimes.com/2007/09/09/us/politics/09obama.html. Läst 20 april 2008.
58. ↑  McClelland, Edward (12 februari 2007). ”How Obama Learned to Be a Natural”. Salon. http://www.salon.com/news/feature/2007/02/12/obama_natural/. Läst 20 april 2008. Se även: Wolffe, Richard (16 juli 2007). ”Across the Divide”. Newsweek (MSNBC). http://www.newsweek.com/id/33156. Läst 20 april 2008. Helman, Scott (12 oktober 2007). ”Early Defeat Launched a Rapid Political Climb”. Boston Globe. http://www.boston.com/news/nation/articles/2007/10/12/early_defeat_launched_a_rapid_political_climb/. Läst 20 april 2008. och Wills, Christopher (24 oktober 2007). ”Obama learned from failed Congress run”. USA Today. http://www.usatoday.com/news/politics/2007-10-24-3157940059_x.htm. Läst 20 september 2008.
59. ↑  Calmes, Jackie (23 februari 2007). ”Statehouse Yields Clues to Obama”. Wall Street Journal. http://online.wsj.com/public/article/SB117219748197216894-Sn6oV_4KLQHp_xz7CjYLuyjv3Jg_20070324.html. Läst 20 april 2008.
60. ↑  Tavella, Anne Marie (14 april 2003). ”Profiling, taping plans pass Senate”. Daily Herald:  s. 17. Arkiverad från originalet den 14 maj 2011. https://web.archive.org/web/20110514214700/http://nl.newsbank.com/nl-search/we/Archives?p_product=ADHB&p_theme=adhb&p_action=search&p_maxdocs=200&p_text_search-0=Profiling,%20AND%20taping%20AND%20plans%20AND%20pass%20AND%20Senate&s_dispstring=Profiling,%20taping%20plans%20pass%20Senate%20AND%20date(4/4/2003%20to%204/4/2003)&p_field_date-0=YMD_date&p_params_date-0=date:B,E&p_text_date-0=4/4/2003%20to%204/4/2003)&xcal_numdocs=20&p_perpage=10&p_sort=YMD_date:D&xcal_useweights=no. Läst 1 juni 2008. Haynes, V. Dion (29 juni 2003). ”Fight racial profiling at local level, lawmaker says; U.S. guidelines get mixed review”. Chicago Tribune:  s. 8. Arkiverad från originalet den 17 juni 2008. https://web.archive.org/web/20080617150449/http://pqasb.pqarchiver.com/chicagotribune/access/352884461.html?dids=352884461:352884461&FMT=ABS&FMTS=ABS:FT. Läst 1 juni 2008. Pearson, Rick (17 juli 2003). ”Taped confessions to be law; State will be 1st to pass legislation”. Chicago Tribune:  s. 1 (Metro). Arkiverad från originalet den 28 mars 2019. https://web.archive.org/web/20190328164950/http://nl.newsbank.com/nl-search/we/Archives?p_product=ADHB&p_theme=adhb&p_action=search&p_maxdocs=200&p_text_search-0=Profiling%2C%20AND%20taping%20AND%20plans%20AND%20pass%20AND%20Senate&s_dispstring=Profiling%2C%20taping%20plans%20pass%20Senate%20AND%20date%284%2F4%2F2003%20to%204%2F4%2F2003%29&p_field_date-0=YMD_date&p_params_date-0=date%3AB%2CE&p_text_date-0=4%2F4%2F2003%20to%204%2F4%2F2003%29&xcal_numdocs=20&p_perpage=10&p_sort=YMD_date%3AD&xcal_useweights=no. Läst 1 juni 2008.
61. ↑  Youngman, Sam (14 mars 2007). ”Obama's Crime Votes Are Fodder for Rivals”. The Hill. http://thehill.com/leading-the-news/obamas-crime-votes-are-fodder-for-rivals-2007-03-13.html. Läst 20 april 2008. Se även: ”US Presidential Candidate Obama Cites Work on State Death Penalty Reforms”. Associated Press (International Herald Tribune). 12 november 2007. http://www.iht.com/articles/ap/2007/11/12/america/NA-POL-US-Obama-Death-Penalty.php. Läst 20 april 2008.
62. ↑  Coffee, Melanie (6 november 2004). ”Attorney Chosen to Fill Obama's State Senate Seat”. Associated Press (HPKCC). Arkiverad från originalet den 16 maj 2008. https://web.archive.org/web/20080516174431/http://www.hydepark.org/hpkccnews/raoul.htm. Läst 20 april 2008.
63. ↑  Helman, Scott (12 oktober 2007). ”Early Defeat Launched a Rapid Political Climb”. Boston Globe. http://www.boston.com/news/nation/articles/2007/10/12/early_defeat_launched_a_rapid_political_climb/. Läst 13 april 2008.
64. ↑  Davey, Monica (7 mars 2004). ”Closely Watched Illinois Senate Race Attracts 7 Candidates in Millionaire Range”. The New York Times. http://www.nytimes.com/2004/03/07/politics/campaign/07ILLI.html. Läst 13 april 2008.
65. ↑  Wallace-Wells, Ben (1 april 2007). ”Obama's Narrator”. The New York Times Magazine. http://www.nytimes.com/2007/04/01/magazine/01axelrod.t.html. Läst 13 april 2008.
66. ↑  Davey, Monica (17 mars 2004). ”From Crowded Field, Democrats Choose State Legislator to Seek Senate Seat”. New York Times. http://query.nytimes.com/gst/fullpage.html?res=9400E4D61431F934A25750C0A9629C8B63. Läst 13 april 2008. Se även: Jackson, John S (1 augusti 2006). ”The Making of a Senator: Barack Obama and the 2004 Illinois Senate Race” (PDF). Occasional Paper of the Paul Simon Public Policy Institute (Southern Illinois University). Arkiverad från originalet den 13 april 2008. https://web.archive.org/web/20080413172719/http://www.siu.edu/~ppi/PDF/papers/Obama.pdf. Läst 13 april 2008.
67. ↑  Bernstein, David (1 juni 2007). ”The Speech”. Chicago Magazine. http://www.chicagomag.com/Chicago-Magazine/June-2007/The-Speech/. Läst 13 april 2008.
68. ↑  "There is not a liberal America and a conservative America; there's the United States of America."Obama, Barack (27 juli 2004). ”Keynote Address at the 2004 Democratic National Convention” (text or video). BarackObama.com. Arkiverad från originalet den 3 april 2008. https://web.archive.org/web/20080403144623/http://www.barackobama.com/2004/07/27/keynote_address_at_the_2004_de.php. Läst 13 april 2008.
69. ↑  ”Star power. Showtime: Some are on the rise; others have long been fixtures in the firmament. A galaxy of bright democratic lights”. Newsweek:  ss. 48–51. 2 augusti 2004. http://www.newsweek.com/id/54728/output/print. Läst 11 november 2008. Davey, Monica (26 juli 2004). ”A surprise Senate contender reaches his biggest stage yet”. The New York Times:  s. A1. http://www.nytimes.com/2004/07/26/politics/campaign/26obama.html?pagewanted=all&ei=5090&en=a9ec67011c39350b&ex=1248494400&partner=rssuserland. Läst 11 november 2008. Mendell, David (26 juli 2004). ”Political phenomenon Obama vaults into national spotlight ; A win in November would put him in top tier of black leaders; Racial, social expectations bring fierce pressures” (paid archive). Chicago Tribune:  s. 1. Arkiverad från originalet den 25 juli 2012. https://web.archive.org/web/20120725112730/http://pqasb.pqarchiver.com/chicagotribune/access/669548021.html?dids=669548021:669548021&FMT=ABS&FMTS=ABS:FT. Läst 11 november 2008. Leibovich, Mark (27 juli 2004). ”The other man of the hour”. The Washington Post:  s. C1. http://www.washingtonpost.com/wp-dyn/articles/A16606-2004Jul26.html. Läst 11 november 2008. Milligan, Susan (27 juli 2004). ”In Obama, Democrats see their future”. The Boston Globe:  s. B8. http://www.boston.com/news/local/articles/2004/07/27/in_obama_democrats_see_their_future. Läst 11 november 2008. Krol, Eric (27 juli 2004). ”Obama tries to keep cool as star rises” (paid archive). Daily Herald (Arlington Heights):  s. 1. Arkiverad från originalet den 5 maj 2014. https://web.archive.org/web/20140505143612/http://nl.newsbank.com/nl-search/we/Archives?p_product=ADHB&p_theme=adhb&p_action=search&p_maxdocs=200&p_text_search-0=Obama%20tries%20to%20keep%20cool%20as%20star%20rises&s_dispstring=Obama%20tries%20to%20keep%20cool%20as%20star%20rises%20AND%20date(7/27/2004%20to%207/27/2004)&p_field_date-0=YMD_date&p_params_date-0=date:B,E&p_text_date-0=7/27/2004%20to%207/27/2004)&xcal_numdocs=20&p_perpage=10&p_sort=YMD_date:D&xcal_useweights=no. Läst 11 november 2008. Cox, Ted (27 juli 2004). ”Obama's speech won't open doors to major networks” (paid archive). Daily Herald (Arlington Heights):  s. 1 (Suburban Living). http://nl.newsbank.com/nl-search/we/Archives?p_product=ADHB&p_theme=adhb&p_action=search&p_maxdocs=200&p_text_search-0=Obama's%20speech%20won't%20open%20doors%20to%20major%20networks&s_dispstring=Obama's%20speech%20won't%20open%20doors%20to%20major%20networks%20AND%20date(7/27/2004%20to%207/27/2004)&p_field_date-0=YMD_date&p_params_date-0=date:B,E&p_text_date-0=7/27/2004%20to%207/27/2004)&xcal_numdocs=20&p_perpage=10&p_sort=YMD_date:D&xcal_useweights=no. Läst 11 november 2008. Seelye, Katharine Q. (28 juli 2004). ”Senate nominee speaks of encompassing unity”. The New York Times:  s. A1. http://www.nytimes.com/2004/07/28/politics/campaign/28blacks.html?ex=1248753600&en=d855f4b42b8e8b7c&ei=5090&partner=rssuserland. Läst 11 november 2008. Broder, David S. (28 juli 2004). ”Democrats focus on healing divisions; Addressing convention, newcomers set themes”. The Washington Post:  s. A1. http://www.washingtonpost.com/wp-dyn/articles/A17865-2004Jul27.html. Läst 11 november 2008. Fornek, Scott (28 juli 2004). ”Obama delivers; Candidate, wife all smiles after speech; Illinois Senate candidate wows crowd, makes pitch for Kerry's 'politics of hope'” (paid archive). Chicago Sun-Times:  s. 1. Arkiverad från originalet den 5 maj 2014. https://web.archive.org/web/20140505142921/http://nl.newsbank.com/nl-search/we/Archives?p_product=CSTB&p_theme=cstb&p_action=search&p_maxdocs=200&s_dispstring=headline(Obama%20delivers)%20AND%20date(8/28/2004%20to%207/28/2004)&p_field_date-0=YMD_date&p_params_date-0=date:B,E&p_text_date-0=8/28/2004%20to%207/28/2004)&p_field_advanced-0=title&p_text_advanced-0=(Obama%20delivers)&xcal_numdocs=20&p_perpage=10&p_sort=YMD_date:D&xcal_useweights=no. Läst 11 november 2008. Zeleny, Jeff (28 juli 2004). ”Old, new guards rebuke Bush for drive to war; Kennedy, Obama stoke the faithful” (paid archive). Chicago Tribune:  s. 1. Arkiverad från originalet den 15 februari 2009. https://web.archive.org/web/20090215034239/http://pqasb.pqarchiver.com/chicagotribune/access/670607551.html?dids=670607551:670607551&FMT=ABS&FMTS=ABS:FT. Läst 11 november 2008. Tackett, Michael (28 juli 2004). ”Old, new guards rebuke Bush for drive to war; Multipurpose star born for Democrats' effort” (paid archive). Chicago Tribune:  s. 1. Arkiverad från originalet den 15 februari 2009. https://web.archive.org/web/20090215040109/http://pqasb.pqarchiver.com/chicagotribune/access/670607541.html?dids=670607541:670607541&FMT=ABS&FMTS=ABS:FT. Läst 11 november 2008. Mendell, David (28 juli 2004). ”Obama finding himself flush with media attention” (paid archive). Chicago Tribune:  s. 20. Arkiverad från originalet den 15 februari 2009. https://web.archive.org/web/20090215053210/http://pqasb.pqarchiver.com/chicagotribune/access/670607231.html?dids=670607231:670607231&FMT=ABS&FMTS=ABS:FT. Läst 11 november 2008. Bing, Jonathan; McClintock, Pamela (29 juli 2004). ”Auds resist charms of Dem stars”. Daily Variety:  s. 1. http://www.variety.com/article/VR1117908388.html?categoryid=1077&cs=1. Läst 11 november 2008. Barnhart, Aaron (31 juli 2004). ”Networks blew it by blowing off Obama” (paid archive). The Kansas City Star:  s. F1. http://nl.newsbank.com/nl-search/we/Archives?p_product=KC&p_theme=realcities2&p_action=search&p_maxdocs=200&s_site=kansascity&s_trackval=KC&s_dispstring=(Networks%20blew%20it%20by%20blowing%20off%20Barack%20Obama's%20speech)%20AND%20date(all)&p_field_advanced-0=&p_text_advanced-0=(Networks%20blew%20it%20by%20blowing%20off%20Barack%20Obama's%20speech)&xcal_numdocs=20&p_perpage=10&p_sort=YMD_date:D&xcal_useweights=no. Läst 11 november 2008. Mendell (2007), pp. 272–285.
70. ↑  ”Ryan Drops Out of Senate Race in Illinois”. CNN. 25 juni 2004. http://www.cnn.com/2004/ALLPOLITICS/06/25/il.ryan/. Läst 13 april 2008.
71. ↑  Lannan, Maura Kelly (9 augusti 2004). ”Alan Keyes Enters U.S. Senate Race in Illinois Against Rising Democratic Star”. Associated Press (Union-Tribune (San Diego)). Arkiverad från originalet den 18 september 2008. https://web.archive.org/web/20080918002844/http://www.signonsandiego.com/news/politics/20040809-0849-illinoissenate.html. Läst 13 april 2008.
72. ↑  Liam, Ford (13 augusti 2004). ”Keyes Sets Up House in Cal City”. Chicago Tribune. http://www.chicagotribune.com/news/local/chicago/chi-0408130201aug13,0,1664738.story. Läst 13 april 2008.
73. ↑  ”America Votes 2004: U.S. Senate / Illinois”. CNN. http://www.cnn.com/ELECTION/2004/pages/results/states/IL/S/01/index.html. Läst 13 april 2008. Slevin, Peter (13 november 2007). ”For Obama, a Handsome Payoff in Political Gambles”. The Washington Post. http://www.washingtonpost.com/wp-dyn/content/article/2007/11/12/AR2007111201945.html. Läst 13 april 2008.
74. ↑  ”About Barack Obama”. Barack Obama U.S. Senate Office. Arkiverad från originalet den 25 april 2008. https://web.archive.org/web/20080425044909/http://obama.senate.gov/about/. Läst 27 april 2008.
75. ↑  ”Breaking New Ground: African American Senators”. U.S. Senate Historical Office. http://www.senate.gov/pagelayout/history/h_multi_sections_and_teasers/Photo_Exhibit_African_American_Senators.htm. Läst 25 juni 2008.
76. ↑  ”Member Info”. Congressional Black Caucus. Arkiverad från originalet den 9 juli 2008. https://web.archive.org/web/20080709114659/http://www.house.gov/kilpatrick/cbc/member_info.html. Läst 25 juni 2008. Se även: Zeleny, Jeff (26 juni 2005). ”When It Comes to Race, Obama Makes His Point—With Subtlety”. Chicago Tribune. Arkiverad från originalet den 16 februari 2008. https://web.archive.org/web/20080216014942/http://www.chicagotribune.com/news/nationworld/chi-050626obama-race%2C1%2C7205709.story. Läst 25 juni 2008.
77. ↑  Nather, David (14 januari 2008). ”The Space Between Clinton and Obama”. CQ Weekly. Arkiverad från originalet den 24 juli 2008. https://web.archive.org/web/20080724001128/http://public.cq.com/docs/cqw/weeklyreport110-000002654703.html. Läst 25 juni 2008. Se även: Curry, Tom (21 februari 2008). ”What Obama's Senate Votes Reveal”. MSNBC. http://www.msnbc.msn.com/id/23276453/. Läst 25 juni 2008.
78. ↑  ”Obama: Most Liberal Senator In 2007”. National Journal. 31 januari 2008. Arkiverad från originalet den 27 juni 2008. https://web.archive.org/web/20080627040734/http://nj.nationaljournal.com/voteratings/. Läst 25 juni 2008.
79. ↑  KnowLegis. ”Power Rankings: Senate”. Arkiverad från originalet den 18 september 2008. https://web.archive.org/web/20080918155340/http://www.congress.org/congressorg/power_rankings/overall.tt. Läst 7 september 2008.
80. ↑  ”Obama resigns Senate seat, thanks Illinois” (på engelska). Reuters. 16 november 2008. https://www.reuters.com/article/us-usa-obama-senate-idUSTRE4AF1MJ20081116.
81. ↑  ”President Bush Signs Federal Funding Accountability and Transparency Act.”. White House. 26 september 2006. http://georgewbush-whitehouse.archives.gov/news/releases/2006/09/20060926.html. Läst 27 april 2008.
82. ↑  U.S. Senate, 109th Congress, 1st Session (12 maj 2005). ”S. 1033, Secure America and Orderly Immigration Act”. Thomas. Arkiverad från originalet den 4 juli 2016. https://web.archive.org/web/20160704184523/http://thomas.loc.gov/cgi-bin/bdquery/z?d109:SN01033:. Läst 27 april 2008.
83. ↑  ”Latinos Upset Obama Voted for Border Fence”. CBS 2 (Chicago). 20 november 2006. Arkiverad från originalet den 27 september 2007. https://web.archive.org/web/20070927231949/http://cbs2chicago.com/local/local_story_324192245.html. Läst 27 april 2008.
84. ↑  ”Lugar–Obama Nonproliferation Legislation Signed into Law by the President”. Richard Lugar U.S. Senate Office. 11 januari 2007. Arkiverad från originalet den 18 december 2008. https://web.archive.org/web/20081218154746/http://obama.senate.gov/press/070111-lugar-obama_non/. Läst 27 april 2008. Se även: Lugar, Richard G (3 december 2005). ”Junkyard Dogs of War”. Washington Post. http://www.washingtonpost.com/wp-dyn/content/article/2005/12/02/AR2005120201509.html. Läst 27 april 2008.
85. ↑  McCormack, John (21 december 2007). ”Google Government Gone Viral”. Weekly Standard. Arkiverad från originalet den 5 juli 2009. http://arquivo.pt/wayback/20090705223324/http://www.weeklystandard.com/Content/Public/Articles/000/000/014/502njiqx.asp. Läst 27 april 2008. Se även: ”President Bush Signs Coburn–Obama Transparency Act”. Tom Coburn U.S. Senate Office. 26 september 2006. Arkiverad från originalet den 1 maj 2008. https://web.archive.org/web/20080501233103/http://coburn.senate.gov/ffm/index.cfm?FuseAction=LegislativeFloorAction.Home&ContentRecord_id=eb582f19-802a-23ad-41db-7a7cb464cfdb. Läst 27 april 2008. and USAspending.gov
86. ↑  S. 3077: Strengthening Transparency and Accountability in Federal Spending Act of 2008 Govtrack.us, 2007-2008 (110th Congress)
87. ↑  McIntire, Mike (3 februari 2008). ”Nuclear Leaks and Response Tested Obama in Senate”. The New York Times. http://www.nytimes.com/2008/02/03/us/politics/03exelon.html. Läst 27 april 2008.
88. ↑  ”Nunn–Lugar Report” (PDF). Richard Lugar U.S. Senate Office. August 2005. Arkiverad från originalet den 1 maj 2008. https://web.archive.org/web/20080501002134/http://lugar.senate.gov/nunnlugar/pdf/trip_report_2005.pdf. Läst 30 april 2008.
89. ↑  ”Democratic Republic of the Congo”. United States Conference of Catholic Bishops. April 2006. Arkiverad från originalet den 8 januari 2011. https://web.archive.org/web/20110108193726/http://www.usccb.org/sdwp/international/drc0406.shtml. Läst 27 april 2008. ”The IRC Welcomes New U.S. Law on Congo”. International Rescue Committee. 5 januari 2007. Arkiverad från originalet den 7 september 2015. https://web.archive.org/web/20150907123005/http://www.rescue.org/news/irc-welcomes-new-us-law-congo-4184. Läst 27 april 2008.
90. ↑  Weixel, Nathaniel (15 november 2007). ”Feingold, Obama Go After Corporate Jet Travel”. The Hill. http://thehill.com/leading-the-news/feingold-obama-go-after-corporate-jet-travel-2007-11-15.html. Läst 27 april 2008. Weixel, Nathaniel (5 december 2007). ”Lawmakers Press FEC on Bundling Regulation”. The Hill. http://thehill.com/leading-the-news/lawmakers-press-fec-on-bundling-regulation-2007-12-05.html. Läst 27 april 2008. Se även: ”Federal Election Commission Announces Plans to Issue New Regulations to Implement the Honest Leadership and Open Government Act of 2007”. Federal Election Commission. 24 september 2007. http://www.fec.gov/press/press2007/20070924travel.shtml. Läst 27 april 2008.
91. ↑  Stern, Seth (31 januari 2007). ”Obama–Schumer Bill Proposal Would Criminalize Voter Intimidation”. CQPolitics.com (The New York Times). http://www.nytimes.com/cq/2007/01/31/cq_2213.html. Läst 27 april 2008. U.S. Senate, 110th Congress, 1st Session (31 januari 2007). ”S. 453, Deceptive Practices and Voter Intimidation Prevention Act of 2007”. Thomas. Arkiverad från originalet den 18 september 2008. https://web.archive.org/web/20080918054841/http://thomas.loc.gov/cgi-bin/bdquery/z?d110:SN00453:. Läst 27 april 2008. Se även: ”Honesty in Elections” (editorial). The New York Times. 31 januari 2007. http://www.nytimes.com/2007/01/31/opinion/31wed1.html. Läst 27 april 2008.
92. ↑  Krystin, E. Kasak (7 februari 2007). ”Obama Introduces Measure to Bring Troops Home”. Medill News Service (The Times (Munster, Indiana)). http://nwitimes.com/articles/2007/02/07/news/illiana/doc65cc98d8dc6506b28625727b0011edb5.txt. Läst 27 april 2008. "Latest Major Action: 1/30/2007 Referred to Senate committee." U.S. Senate, 110th Congress, 1st Session (30 januari 2007). ”S. 433, Iraq War De-Escalation Act of 2007”. Thomas. Arkiverad från originalet den 14 april 2016. https://web.archive.org/web/20160414011940/http://thomas.loc.gov/cgi-bin/bdquery/z?d110:SN00433:. Läst 27 april 2008.
93. ↑  ”Obama, Bond Hail New Safeguards on Military Personality Disorder Discharges, Urge Further Action”. Kit Bond U.S. Senate Office. 1 oktober 2007. Arkiverad från originalet den 5 december 2010. https://web.archive.org/web/20101205075008/http://bond.senate.gov/public/index.cfm?FuseAction=PressRoom.NewsReleases&ContentRecord_id=5C1EBFEB-1321-0E36-BA7D-04630AEFAD31. Läst 27 april 2008. Se även: Dine, Philip (23 december 2007). ”Bond Calls for Review of Military Discharges”. St. Louis Post-Dispatch. Arkiverad från originalet den 17 april 2008. https://web.archive.org/web/20080417043317/http://www.stltoday.com/stltoday/news/special/srlinks.nsf/story/2E7CC823AD55667B862573A7007D12A2?OpenDocument. Läst 27 april 2008.
94. ↑  ”Obama, Bond Applaud Senate Passage of Amendment to Expedite the Review of Personality Disorder Discharge Cases”. Arkiverad från originalet den 18 december 2008. https://web.archive.org/web/20081218154824/http://obama.senate.gov/press/080314-obama_bond_appl/.
95. ↑  Graham-Silverman, Adam (12 september 2007). ”Despite Flurry of Action in House, Congress Unlikely to Act Against Iran”. CQ Today. Arkiverad från originalet den 30 oktober 2008. https://web.archive.org/web/20081030085402/http://public.cq.com/docs/cqt/news110-000002583189.html. Läst 27 april 2008.
96. ↑  ”Obama, Schiff Provision to Create Nuclear Threat Reduction Plan Approved”. Barack Obama U.S. Senate Office. 20 december 2007. Arkiverad från originalet den 18 december 2008. https://web.archive.org/web/20081218154751/http://obama.senate.gov/press/071220-obama_schiff_pr/. Läst 27 april 2008.
97. ↑  ”Senate Passes Obama, McCaskill Legislation to Provide Safety Net for Families of Wounded Service Members”. Barack Obama U.S. Senate Office. 2 augusti 2007. Arkiverad från originalet den 18 december 2008. https://web.archive.org/web/20081218154819/http://obama.senate.gov/press/070802-senate_passes_o_1/. Läst 27 april 2008.
98. ↑  ”Committee Assignments” (archive). Barack Obama U.S. Senate Office. 9 december 2006. Arkiverad från originalet den 9 december 2006. https://web.archive.org/web/20061209190827/http://obama.senate.gov/committees/. Läst 27 april 2008.
99. ↑  ”Obama Gets New Committee Assignments”. Associated Press. Barack Obama U.S. Senate Office. 15 november 2006. Arkiverad från originalet den 18 december 2008. https://web.archive.org/web/20081218154741/http://obama.senate.gov/news/061115-obama_gets_new/. Läst 27 april 2008.
100. ↑  Baldwin, Tom (21 december 2007). ”Stay-At-Home Barack Obama Comes Under Fire for a Lack of Foreign Experience”. Sunday Times (UK). Arkiverad från originalet den 10 maj 2011. https://web.archive.org/web/20110510014332/http://www.timesonline.co.uk/tol/news/world/us_and_americas/article3080794.ece. Läst 27 april 2008.
101. ↑  Larson, Christina (1 september 2006). ”Hoosier Daddy: What Rising Democratic Star Barack Obama Can Learn from an Old Lion of the GOP”. Washington Monthly. Arkiverad från originalet den 30 april 2008. https://web.archive.org/web/20080430232404/http://www.washingtonmonthly.com/features/2006/0609.larson.html. Läst 27 april 2008.
102. ↑  Goudie, Chuck (12 januari 2006). ”Obama Meets with Arafat's Successor”. WLS-TV. Arkiverad från originalet den 3 juli 2009. https://web.archive.org/web/20090703180333/http://abclocal.go.com/wls/story?section=news/local&id=3806933. Läst 27 april 2008.
103. ↑  ”Obama Slates Kenya for Fraud”. News24.com. 28 augusti 2006. Arkiverad från originalet den 5 juni 2008. https://web.archive.org/web/20080605213213/http://www.news24.com/News24/Africa/News/0%2C%2C2-11-1447_1989646%2C00.html. Läst 27 april 2008.
104. ↑  Wamalwa, Chris (2 september 2006). ”Envoy Hits at Obama Over Graft Remark”. The Standard (Nairobi). Arkiverad från originalet den 10 oktober 2007. https://web.archive.org/web/20071010050740/http://www.eastandard.net/archives/cl/hm_news/news.php?articleid=1143957666. Läst 27 april 2008. Moracha, Vincent (4 september 2006). ”Leaders Support Obama on Graft Claims”. The Standard (Nairobi). Arkiverad från originalet den 7 oktober 2007. https://web.archive.org/web/20071007115436/http://www.eastandard.net/archives/cl/hm_news/news.php?articleid=1143957752. Läst 27 april 2008.
105. ↑  Mayer, William (28 mars 2004). ”Kerry's Record Rings a Bell”. Washington Post. http://www.washingtonpost.com/ac2/wp-dyn/A28761-2004Mar27?language=printer. Läst 7 juni 2008.  ”The question of how to measure a senator's or representative's ideology is one that political scientists regularly need to answer. For more than 30 years, the standard method for gauging ideology has been to use the annual ratings of lawmakers' votes by various interest groups, notably the Americans for Democratic Action (ADA) and the American Conservative Union (ACU).”
106. ↑  ”2005 U.S. Senate Votes”. American Conservative Union. Arkiverad från originalet den 4 oktober 2008. https://web.archive.org/web/20081004054409/http://www.acuratings.org/2005senate.htm. Läst 20 september 2008.; ”2006 U.S. Senate Votes”. American Conservative Union. Arkiverad från originalet den 1 oktober 2008. https://web.archive.org/web/20081001212935/http://www.acuratings.org/2006senate.htm. Läst 20 september 2008.; ”2007 U.S. Senate Votes”. American Conservative Union. Arkiverad från originalet den 13 september 2008. https://web.archive.org/web/20080913132052/http://www.acuratings.org/2007senate.htm. Läst 20 september 2008.
107. ↑  ”ADA's 2005 Congressional Voting Record”. Americans for Democratic Action. Arkiverad från originalet den 9 september 2008. https://web.archive.org/web/20080909210356/http://www.adaction.org/media/votingrecords/2005.pdf. Läst 20 september 2008.; ”ADA's 2006 Congressional Voting Record”. Americans for Democratic Action. Arkiverad från originalet den 9 september 2008. https://web.archive.org/web/20080909210353/http://www.adaction.org/media/votingrecords/2006.pdf. Läst 20 september 2008.; ”ADA's 2007 Congressional Voting Record”. Americans for Democratic Action. Arkiverad från originalet den 9 september 2008. https://web.archive.org/web/20080909210354/http://www.adaction.org/media/votingrecords/2007.pdf. Läst 20 september 2008.
108. ↑  Strausberg, Chinta (26 september 2002). ”Opposition to war mounts” (paid archive). Chicago Defender:  s. 1. Arkiverad från originalet den 14 oktober 2009. https://web.archive.org/web/20091014113726/http://www.highbeam.com/doc/1P3-220062931.html. Läst 3 februari 2008.
109. ↑  Office of the Press Secretary (2 oktober 2002). ”President, House Leadership Agree on Iraq Resolution”. The White House. http://georgewbush-whitehouse.archives.gov/news/releases/2002/10/20021002-7.html. Läst 17 februari 2008. Tackett, Michael (3 oktober 2002). ”Bush, House OK Iraq deal; Congress marches with Bush” (paid archive). Chicago Tribune:  s. 1. Arkiverad från originalet den 1 oktober 2018. https://web.archive.org/web/20181001114549/https://georgewbush-whitehouse.archives.gov/news/releases/2002/10/20021002-7.html. Läst 3 februari 2008.
110. ↑  Glauber, Bill (3 oktober 2003). ”War protesters gentler, but passion still burns” (paid archive). Chicago Tribune:  s. 1. Arkiverad från originalet den 17 juni 2008. https://web.archive.org/web/20080617150444/http://pqasb.pqarchiver.com/chicagotribune/access/203569621.html?dids=203569621:203569621&FMT=ABS&FMTS=ABS:FT. Läst 3 februari 2008. Strausberg, Chinta (3 oktober 2002). ”War with Iraq undermines U.N.”. Chicago Defender:  s. 1. Arkiverad från originalet den 14 oktober 2009. https://web.archive.org/web/20091014211715/http://www.highbeam.com/doc/1P3-220379051.html. Läst 28 oktober 2008.  ”Photo caption: Left Photo: Sen. Barack Obama along with Rev. Jesse Jackson spoke to nearly 3,000 anti-war protestors (below) during a rally at Federal Plaza Wednesday.” Bryant, Greg (2 oktober 2002). ”300 protesters rally to oppose war with Iraq”. Medill News Service. http://74.125.95.104/search?q=cache:joI6vZO9y4UJ:mesh.medill.northwestern.edu/mnschicago/archives/2002/10/300_protesters.html. Läst 3 februari 2008.[död länk] Katz, Marilyn (2 oktober 2007). ”Five Years Since Our First Action”. Chicagoans Against War & Injustice. Arkiverad från originalet den 21 juli 2011. https://web.archive.org/web/20110721192331/http://www.noiraqwar-chicago.org/?p=127. Läst 17 februari 2008. Bryant, Greg; Vaughn, Jane B. (3 oktober 2002). ”300 attend rally against Iraq war” (paid archive). Daily Herald (Arlington Heights):  s. 8. Arkiverad från originalet den 14 maj 2011. https://web.archive.org/web/20110514214522/http://nl.newsbank.com/nl-search/we/Archives?p_product=ADHB&p_theme=adhb&p_action=search&p_maxdocs=200&p_text_search-0=300%20AND%20attend%20AND%20rally%20AND%20against%20AND%20Iraq%20AND%20war&s_dispstring=300%20attend%20rally%20against%20Iraq%20war%20AND%20date(10/3/2002%20to%2010/3/2002)&p_field_date-0=YMD_date&p_params_date-0=date:B,E&p_text_date-0=10/3/2002%20to%2010/3/2002)&xcal_numdocs=20&p_perpage=10&p_sort=YMD_date:D&xcal_useweights=no. Läst 28 oktober 2008. Mendell (2007), pp. 172–177.
111. ↑  Obama, Barack (2 oktober 2002). ”Remarks of Illinois State Sen. Barack Obama Against Going to War with Iraq”. BarackObama.com. Arkiverad från originalet den 30 januari 2008. https://web.archive.org/web/20080130204029/http://www.barackobama.com/2002/10/02/remarks_of_illinois_state_sen.php. Läst 3 februari 2008.
112. ↑  McCormick, John (3 oktober 2007). ”Obama marks '02 war speech; Contender highlights his early opposition in effort to distinguish him from his rivals” (paid archive). Chicago Tribune:  s. 7. Arkiverad från originalet den 18 december 2008. https://web.archive.org/web/20081218011609/http://pqasb.pqarchiver.com/chicagotribune/access/1351610621.html?dids=1351610621:1351610621&FMT=ABS&FMTS=ABS:FT. Läst 28 oktober 2008.  ”The top strategist for Sen. Barack Obama has just 14 seconds of video of what is one of the most pivotal moments of the presidential candidate's political career. The video, obtained from a Chicago TV station, is of Obama's 2002 speech in opposition to the impending Iraq invasion.” Pallasch, Abdon M. (3 oktober 2007). ”Obama touts anti-war cred; Kicks off tour 5 years after speech critical of going to Iraq” (paid archive). Chicago Sun-Times:  s. 26. Arkiverad från originalet den 25 september 2018. https://web.archive.org/web/20180925120142/http://nl.newsbank.com/nl-search/we/Archives?p_product=CSTB&p_theme=cstb&p_action=search&p_maxdocs=200&s_dispstring=headline(Obama%20touts%20anti-war%20cred)%20AND%20date(all)&p_field_advanced-0=title&p_text_advanced-0=(Obama%20touts%20anti-war%20cred)&xcal_numdocs=20&p_perpage=10&p_sort=YMD_date:D&xcal_useweights=no. Läst 28 oktober 2008.
113. ↑  Office of the Press Secretary (16 mars 2003). ”President Bush: Monday "Moment of Truth" for World on Iraq”. The White House. http://georgewbush-whitehouse.archives.gov/news/releases/2003/03/20030316-3.html. Läst 17 februari 2008. Associated Press (17 mars 2003). ”'Moment of truth for the world'; Bush, three allies set today as final day for Iraq to disarm or face massive military attack” (paid archive). Chicago Sun-Times:  s. 1. Arkiverad från originalet den 10 november 2016. https://web.archive.org/web/20161110045049/http://www.cnn.com/2003/WORLD/meast/03/16/sprj.irq.main/index.html. Läst 3 februari 2008.
114. ↑  Ritter, Jim (17 mars 2003). ”Anti-war rally here draws thousands” (paid archive). Chicago Sun-Times:  s. 3. Arkiverad från originalet den 15 september 2018. https://web.archive.org/web/20180915183552/http://nl.newsbank.com/nl-search/we/Archives?p_product=CSTB&p_theme=cstb&p_action=search&p_maxdocs=200&s_dispstring=headline(Anti-war%20rally%20here%20draws%20thousands)%20AND%20date(all)&p_field_advanced-0=title&p_text_advanced-0=(Anti-war%20rally%20here%20draws%20thousands)&xcal_numdocs=20&p_perpage=10&p_sort=YMD_date:D&xcal_useweights=no. Läst 3 februari 2008.
115. ↑  För ljud och text, se: Obama, Barack (20 november 2006). ”A Way Forward in Iraq”. Chicago Council on Global Affairs. Arkiverad från originalet den 12 januari 2008. https://web.archive.org/web/20080112022507/http://www.thechicagocouncil.org/hottopics_details.php?hottopics_id=52. Läst 14 januari 2008.
116. ↑  Obama, Barack (2 mars 2007). ”AIPAC Policy Forum Remarks”. Barack Obama U.S. Senate Office. Arkiverad från originalet den 10 februari 2008. https://web.archive.org/web/20080210162332/http://obama.senate.gov/speech/070302-aipac_policy_fo/index.php. Läst 30 januari 2008. For Obama's 2004 Senate campaign remarks on possible missile strikes against Iran, see: Mendell, David (25 september 2004). ”Obama Would Consider Missile Strikes on Iran” (paid archive). Chicago Tribune. Arkiverad från originalet den 17 juni 2008. https://web.archive.org/web/20080617151156/http://pqasb.pqarchiver.com/chicagotribune/access/699578571.html?dids=699578571:699578571&FMT=ABS&FMTS=ABS:FT. Läst 14 januari 2008.
117. ↑  ”Barack Obama and Joe Biden's Plan to Secure America and Restore Our Standing”. Obama for America. Arkiverad från originalet den 1 oktober 2008. https://web.archive.org/web/20081001020847/http://origin.barackobama.com/issues/foreign_policy/. Läst 22 september 2008.
118. ↑  Gordon, Michael R. and Zeleny, Jeff (2 november 2007). ”Obama Pledges 'Aggressive' Iran Diplomacy”. The New York Times. http://www.nytimes.com/2007/11/02/us/politics/01cnd-obama.html?_r=2&ei=5088&en=6e53bced62b78a88&ex=1351656000&oref=slogin&partner=rssnyt&emc=rss&pagewanted=all&oref=slogin. Läst 17 juni 2008.
119. ↑  ”Transcript of fourth Democratic debate”. The New York Times. 24 juli 2007. http://www.nytimes.com/2007/07/24/us/politics/24transcript.html?_r=2&pagewanted=all. Läst 17 juni 2008.
120. ↑  ”Obama Warns Pakistan on Al-Qaeda”. BBC News. 1 augusti 2007. http://news.bbc.co.uk/2/hi/americas/6926663.stm. Läst 14 januari 2008. För video och text se: ”Policy Address on Terrorism by The Honorable Barack Obama, United States Senator from Illinois”. Woodrow Wilson International Center for Scholars. 1 augusti 2007. Arkiverad från originalet den 30 september 2007. https://web.archive.org/web/20070930201214/http://www.wilsoncenter.org/index.cfm?fuseaction=events.event&event_id=269510. Läst 30 januari 2008. For details of the aborted 2005 military operation, see Mazzetti, Mark (8 juli 2007). ”Rumsfeld Called Off 2005 Plan to Capture Top Qaeda Figures”. International Herald Tribune. http://www.iht.com/articles/2007/07/08/news/qaeda.php. Läst 14 januari 2008.
121. ↑  Obama, Barack (27 december 2005). ”Policy Adrift on Darfur”. The Washington Post. http://www.washingtonpost.com/wp-dyn/content/article/2005/12/26/AR2005122600547.html. Läst 14 januari 2008. Doyle, Jim (1 maj 2006). ”Tens of Thousands Rally for Darfur”. San Francisco Chronicle. http://www.sfgate.com/cgi-bin/article.cgi?f=/c/a/2006/05/01/MNGFBIIFOA1.DTL. Läst 14 januari 2008.
122. ↑  Kuhnhenn, Jim (Associated Press) (17 maj 2007). ”Giuliani, Edwards Have Sudan Holdings”. San Francisco Chronicle. Arkiverad från originalet den 8 juni 2008. https://web.archive.org/web/20080608221733/http://sfgate.com/cgi-bin/article.cgi?f=%2Fn%2Fa%2F2007%2F05%2F17%2Fpolitics%2Fp171906D95.DTL. Läst 14 januari 2008.; Obama, Barack (30 augusti 2007). ”Hit Iran Where It Hurts”. New York Daily News. http://www.nydailynews.com/opinions/2007/08/30/2007-08-30_hit_iran_where_it_hurts.html. Läst 14 januari 2008.
123. ↑  Obama, Barack (July–August 2007). ”Renewing American Leadership”. Foreign Affairs "86" (4). Arkiverad från originalet den 23 februari 2009. https://web.archive.org/web/20090223171624/http://www.foreignaffairs.org/20070701faessay86401/barack-obama/renewing-american-leadership.html. Läst 14 januari 2008.
124. ↑  Sen. Barack Obama speaks out on Armenian Genocide, panarmenian.net 16 april 2007.
125. ↑  ”Rally at Coastal Carolina University in Conway, SC” (video). Obama for America (Brightcove.TV). 23 augusti 2007. Arkiverad från originalet den 16 februari 2008. https://web.archive.org/web/20080216174239/http://www.brightcove.tv/title.jsp?title=1155183011&channel=353512430. Läst 17 februari 2008.
126. ↑  Franklin, Ben A (1 juni 2005). ”The Fifth Black Senator in U.S. History Makes F.D.R. His Icon”. Washington Spectator. Arkiverad från originalet den 2 januari 2007. https://web.archive.org/web/20070102091959/http://www.washingtonspectator.com/articles/20050601obama_1.cfm. Läst 14 januari 2008.
127. ↑  Zeleny, Jeff (12 september 2005). ”Judicious Obama Turns Up Volume”. Chicago Tribune. https://www.chicagotribune.com/news/ct-xpm-2005-09-12-0509120140-story.html. Läst 14 januari 2008.
128. ↑  Pickler, Nedra (25 januari 2007). ”Obama Calls for Universal Health Care within Six Years”. Associated Press via Union-Tribune (San Diego). Arkiverad från originalet den 18 september 2008. https://web.archive.org/web/20080918002828/http://www.signonsandiego.com/news/politics/20070125-1240-democrats-healthcare.html. Läst 14 januari 2008.
129. ↑  Davis, Teddy (20 november 2007). ”Obama Bucks Party Line on Education”. ABC News. http://abcnews.go.com/Politics/Story?id=3894699. Läst 14 januari 2008.
130. ↑  ”A Speech On the Economy, Opportunity and Tax Policy with Senator Barack Obama”. Tax Policy Center. 18 september 2007. http://www.taxpolicycenter.org/events/obama.cfm. Läst 14 januari 2008.
131. ↑  ”Study:Bush tax cuts favor wealthy”. CBS. 13 augusti 2004. http://www.cbsnews.com/stories/2004/08/16/politics/main636398.shtml. Läst 5 april 2008.
132. ↑  ”Obama Tax Plan: $80 Billion in Cuts, Five-Minute Filings”. CNN. 18 september 2007. http://www.cnn.com/2007/POLITICS/09/18/obama.taxplan/. Läst 14 januari 2008.
133. ↑  Zeleny, Jeff (9 oktober 2007). ”Obama Proposes Capping Greenhouse Gas Emissions and Making Polluters Pay”. The New York Times. http://www.nytimes.com/2007/10/09/us/politics/09obama.html. Läst 14 januari 2008.
134. ↑  Barack Obama. ”The Blueprint for Change: Barack Obama's plan for America” (PDF). Obama for America. Arkiverad från originalet den 18 april 2008. https://web.archive.org/web/20080418062652/http://www.barackobama.com/pdf/ObamaBlueprintForChange.pdf. Läst 20 april 2008.
135. ↑  Lerner, Michael (3 juli 2006). ”U.S. Senator Barack Obama Critiques Democrats' Religiophobia”. Tikkun Magazine. Arkiverad från originalet den 20 januari 2007. https://web.archive.org/web/20070120063953/http://www.tikkun.org/rabbi_lerner/news_item.2006-07-02.3949597607. Läst 14 januari 2008. ”Sen. Barack Obama: Call to Renewal Keynote Address”. Beliefnet. 28 juni 2006. http://www.beliefnet.com/News/2006/07/Sen-Barack-Obama-Revisiting-His-Historic-Speech-On-Faith-And-Politics.aspx. Läst 14 januari 2008.
136. ↑  Gibson, Manda (28 juni 2006). ”At Global AIDS Summit, Churches Challenged to Take the Lead”. PurposeDriven.com. Läst 14 januari 2008.
137. ↑  ”Screaming Crowds Welcome U.S. Senator 'Home'”. CNN. 27 augusti 2006. Läst 14 januari 2008.
138. ↑  Obama, Barack (1 december 2006). ”Race Against Time—World AIDS Day Speech”. Obama U.S. Senate Office. Arkiverad från originalet den 31 januari 2008. https://web.archive.org/web/20080131083031/http://obama.senate.gov/speech/061201-race_against_time_-_world_aids_day_speech/index.html. Läst 14 januari 2008.
139. ↑  ”Barack Obama: Faith Has Been 'Hijacked'”. Associated Press via CBS News. 24 juni 2007. http://www.cbsnews.com/stories/2007/06/24/politics/main2971556.shtml. Läst 14 januari 2008.
 Se även: Brody, David (30 juli 2007). ”Obama to CBN News: We're No Longer Just a Christian Nation”. Christian Broadcasting Network. http://www.cbn.com/CBNnews/204016.aspx. Läst 14 januari 2008.
140. ↑  Pearson, Rick (10 februari 2007). ”Obama: I'm running for president”. Chicago Tribune. http://www.chicagotribune.com/news/politics/chi-070210obama-pearson1-story,0,3768114.story. Läst 20 september 2008.
141. ↑  ”Obama Launches Presidential Bid”. BBC News. 10 februari 2007. http://news.bbc.co.uk/2/hi/americas/6349081.stm. Läst 14 januari 2008.
142. ↑  ”Presidential Campaign Announcement” (video). Obama for America (Brightcove.TV). 10 februari 2007. Arkiverad från originalet den 4 juli 2008. https://web.archive.org/web/20080704040517/http://www.brightcove.tv/title.jsp?title=494649996&channel=353512430. Läst 14 januari 2008.
143. ↑  http://cleantechnica.com/2008/06/05/obamas-plan-to-reduce-foreign-oil-dependence/
144. ↑  ”Barack Obama on the Issues: What Would Be Your Top Three Overall Priorities If Elected?”. Washington Post. Arkiverad från originalet den 9 maj 2008. https://web.archive.org/web/20080509140350/http://projects.washingtonpost.com/2008-presidential-candidates/issues/candidates/barack-obama/. Läst 14 april 2008. Se även: Falcone, Michael (21 december 2007). ”Obama's 'One Thing'”. The New York Times. http://thecaucus.blogs.nytimes.com/2007/12/21/obamas-one-thing/. Läst 14 april 2008.
145. ↑  Barack Obama (22 oktober 2007). ”Obama-Caucus4Priorities” (video). Obama '08. http://www.youtube.com/watch?v=7o84PE871BE. Läst 18 maj 2008.
146. ↑  ”Obama Adopted Into Crow Nation”. The Washington Post. 19 maj 2008. Arkiverad från originalet den 4 juli 2008. https://web.archive.org/web/20080704194411/http://blog.washingtonpost.com/the-trail/2008/05/19/obama_adopted_into_crow_nation.html. Läst 2 september 2008.
147. ↑  Malone, Jim (2 juli 2007). ”Obama Fundraising Suggests Close Race for Party Nomination”. Voice of America. Arkiverad från originalet den 25 augusti 2009. https://web.archive.org/web/20090825213410/http://www.voanews.com/english/archive/2007-07/2007-07-02-voa52.cfm?CFID=62046237&CFTOKEN=65376399. Läst 14 januari 2008.
148. ↑  Cummings, Jeanne (26 september 2007). ”Small Donors Rewrite Fundraising Handbook”. Politico. Arkiverad från originalet den 1 februari 2008. https://web.archive.org/web/20080201140941/http://dyn.politico.com/printstory.cfm?uuid=3ECB3515-3048-5C12-004D622CB6F4E214. Läst 14 januari 2008.
149. ↑  Cadei, Emily (21 februari 2008). ”Obama Outshines Other Candidates in January Fundraising”. CQ Politics. Arkiverad från originalet den 13 juni 2008. https://web.archive.org/web/20080613213513/http://www.cqpolitics.com/wmspage.cfm?docID=news-000002674309. Läst 24 februari 2008.
150. ↑  Salant, Jonathan D. (19 juni 2008). ”Obama Won't Accept Public Money in Election Campaign”. Bloomberg. Arkiverad från originalet den 25 maj 2012. https://archive.is/20120525133502/http://www.bloomberg.com/apps/news?pid=newsarchive&sid=aNi.G0PhWnFw&refer=home. Läst 19 juni 2008.
151. ↑  ”2008 Democratic Delegates”. RealClearPolitics. http://www.realclearpolitics.com/epolls/2008/president/democratic_delegate_count.html. Läst 25 mars 2008.
152. ↑  Brian Knowlton (21 februari 2008). ”Make That 11 for Obama”. The New York Times. http://thecaucus.blogs.nytimes.com/2008/02/21/make-that-11-for-obama/. Läst 18 mars 2008.
153. ↑  ”Results: March 4 - Multi-State Events”. CNN. 4 mars 2008. Arkiverad från originalet den 30 oktober 2020. https://web.archive.org/web/20201030170458/http://edition.cnn.com/ELECTION/2008/primaries/results/dates/index.html#val=20080304. Läst 4 mars 2008.
154. ↑  ”Superdelegates put Obama within reach”. Associated Press (MSNBC.com). 12 maj 2008. http://www.msnbc.msn.com/id/24583678/. Läst 13 maj 2008.
155. ↑  ”Clinton Wins Puerto Rico Primary”. The Associated Press (Free Internet Press). 1 juni 2008. Arkiverad från originalet den 24 november 2010. https://web.archive.org/web/20101124113004/http://freeinternetpress.com/story.php?sid=16916%2F. Läst 1 juni 2008.
156. ↑  ”Obama: I will be the Democratic nominee”. CNN.com. 4 juni 2008. http://www.cnn.com/2008/POLITICS/06/03/election.democrats/index.html. Läst 6 juni 2008.
157. ↑  John Whitesides in Washington (4 juni 2008). ”Obama clinches nomination”. Herald Sun (Australia). Arkiverad från originalet den 7 juni 2008. https://web.archive.org/web/20080607024837/http://www.news.com.au/heraldsun/story/0,21985,23809081-23109,00.html. Läst 6 juni 2008.
158. ↑  Zeleny, Jeff and Michael Luo (4 juni 2008). ”Obama Clinches Nomination”. The New York Times. http://www.nytimes.com/2008/06/05/us/politics/04cnd-campaign.html. Läst 4 juni 2008.
159. 1 2  BarackObama.com (2008). Barack Obama kampanjsida Arkiverad 27 augusti 2008 hämtat från the Wayback Machine.. Hämtat 23 augusti 2008.
160. ↑  Tom Baldwin (27 augusti 2008). ”Hillary Clinton: 'Barack is my candidate'”. TimesOnline. Arkiverad från originalet den 10 maj 2011. https://web.archive.org/web/20110510014250/http://www.timesonline.co.uk/tol/news/world/us_and_americas/us_elections/article4616719.ece. Läst 27 augusti 2008.
161. ↑  Nagourney, Adam (27 augusti 2008). ”Obama Wins Hard-Fought Nomination as Biden and Bill Clinton Rally the Party”. The New York Times. http://www.nytimes.com/2008/08/28/us/politics/28DEMSDAY.html?pagewanted=1&_r=1&em. Läst 27 augusti 2008.
162. ↑  ”Obama accepts Democrat nomination”. BBC News (BBC). 29 augusti 2008. http://news.bbc.co.uk/2/hi/americas/7586375.stm. Läst 29 augusti 2008.
163. ↑  Marks, Alexandra (29 augusti 2008). ”Soaring speech from Obama, plus some specifics”. The Christian Science Monitor. http://features.csmonitor.com/politics/2008/08/29/soaring-speech-from-obama-plus-some-specifics/. Läst 20 september 2008.
164. ↑  ”First African American Nominated as Presidential Candidate of US Major Party”. Voice of America. 28 augusti 2008. Arkiverad från originalet den 25 maj 2012. https://archive.is/20120525133507/http://www.voanews.com/bangla/news/a-16-2008-08-28-voa1-94425889.html. Läst 18 september 2008.
165. ↑  Barack Obama kampanjsida Arkiverad 27 augusti 2008 hämtat från the Wayback Machine.. Hämtat 23 augusti 2008.
166. ↑  Commission on Presidential Debates Announces Sites, Dates, Formats and Candidate Selection Criteria for 2008 General Election Arkiverad 6 juli 2008 hämtat från the Wayback Machine., Commission on Presidential Debates, 2007-11-19. Retrieved 2008-07-06.
167. ↑  "Gun Ruling Reverberates," The Hartford Courant, 2008-06-27. Hämtad 2008-07-06.
168. ↑  ”Obama's grandmother dies after battle with cancer”. CNN. 3 november 2008. http://www.cnn.com/2008/POLITICS/11/03/obama.grandma/index.html. Läst 9 april 2008.
169. ↑  ”McCain pledges to help Obama lead”. CNN. 4 november 2008. http://www.cnn.com/2008/POLITICS/11/04/election.president/index.html. Läst 4 november 2008.
170. 1 2  Murphy, David (14 april 2012). "Obama won a record-low share of U.S. counties. NBC. Läst 17 mars 2017. (engelska)
171. ↑  Scenes of joy across the US Canberra Times 5 november 2008 Arkiverad 19 februari 2009 hämtat från the Wayback Machine.
172. ↑  Much of the World Applauds Obama ABC November 5, 2008
173. ↑  Gun Sales Up Since Election, Los Angeles Times 11 november 2008
174. ↑  ”BBC NEWS | World | Americas | US Elections 2008 | Obama wins historic US election”. News.bbc.co.uk. Page last updated at 06:09 GMT, Wednesday, 5 November 2008. http://news.bbc.co.uk/1/hi/world/americas/us_elections_2008/7709978.stm. Läst 5 november 2008.
175. ↑  ”Obama Elected President as Racial Barrier Falls”. The New York Times. http://www.nytimes.com/2008/11/05/us/politics/05elect.html?hp. Läst 5 november 2008.
176. ↑  CNN (2008). ”Obama: 'This is your victory'”. CNN. http://www.cnn.com/2008/POLITICS/11/04/election.president/index.html. Läst 1 november 2008.
177. ↑  White Americans play major role in electing the first black president, Los Angeles Times, November 5, 2008
178. ↑  Rural Notebook. ”Change has come, says President-elect Obama - Americas, World - The Independent”. Independent.co.uk. http://www.independent.co.uk/news/world/americas/change-has-come-says-presidentelect-obama-992930.html. Läst 5 november 2008.
179. ↑  Esbjörn Sandin (22 januari 2009). ”Obama stänger Guantanamo”. Tidningarnas Telegrambyrå/Dagens Nyheter. http://www.dn.se/nyheter/varlden/obama-stanger-guantanamo.
180. ↑  "USA slopar munkavle-regel mot aborter". SVT.
181. 1 2  http://dn.se/nyheter/varlden/obamas-smekmanad-fick-en-rivstart
182. ↑  Allt om historia nr 5 2009
183. ↑  ”Bill Summary & Status – 111th Congress (2009–2010) – H.R.4173 – All Information – THOMAS (Library of Congress)”. Library of Congress. Arkiverad från originalet den 19 augusti 2014. https://web.archive.org/web/20140819054215/http://thomas.loc.gov/cgi-bin/bdquery/z?d111:HR04173:@@@L&summ2=m&#major%20actions. Läst 18 augusti 2018.
184. ↑  ”Ja till Obamas sjukreform”. Aftonbladet. 24 december 2009. https://www.aftonbladet.se/nyheter/a/bKkAx5/ja-till-obamas-sjukreform.
185. ↑  "Chuck Schumer: Passing Obamacare in 2010 Was a Mistake". The Atlantic. Läst 18 maj 2018.
186. ↑  Pear, Robert, Abelson, Reed & Armendariz, Augustin (14 november 2014). "Cost of Coverage Under Affordable Care Act to Increase in 2015". New York Times. Läst 18 maj 2018.
187. ↑  Picchi, Aimee (12 november 2014). "Obamacare 2015: Higher costs, higher penalties". CBS News. Läst 18 maj 2018.
188. ↑  Brinkley-Badgett, Constance (5 mars 2016). "Obamacare Premiums Will Increase in 2016, But By How Much?". Fox Business. Läst 18 maj 2018.
189. ↑  "Obamacare: No Discrimination". Obamacare Facts. Läst 18 maj 2018.
190. ↑  Sparer, Michael S. (18 maj 2017). "The Best Replacement for Obamacare is Medicaid". New York Times. Läst 18 maj 2018.
191. ↑  Zeleny, Jeff (12 september 2009). ”Thousands Rally in Capital to Protest Big Government”. New York Times. https://www.nytimes.com/2009/09/13/us/politics/13protestweb.html?hp. Läst 18 maj 2018.
192. ↑  ”Protests over Obama health reform”. BBC News. 12 september 2009. http://news.bbc.co.uk/2/hi/americas/8252939.stm. Läst 18 maj 2018.
193. ↑  Tea Partiers Rally, Send Warning to Lawmakers Ahead of Midterm
194. ↑  Coast to coast, tea partiers promote their cause (AP)
195. ↑  Stottlemyre, Scott (2015). ”Strict Scrutiny for Illegal Childhood Arrivals”. The Journal of Gender, Race, and Justice. Arkiverad från originalet den 8 februari 2019. https://web.archive.org/web/20190208083027/http://ucelinks.cdlib.org:8888/sfx_local?genre=article&isbn=&issn=15507815&title=Journal%20of%20Gender,%20Race,%20and%20Justice&volume=18&issue=1&date=20150101&atitle=Strict%20Scrutiny%20for%20Illegal%20Childhood%20Arrivals%20%5Bnotes%5D&aulast=Stottlemyre,%20Scott&spage=289&rft.pub=&sid=EBSCO:HeinOnline&pid=. Läst 18 augusti 2018.
196. ↑  Stelter, Brian (11 oktober 2009). ”A Volley Between Fox News and the Obama administration”. The New York Times. Läst 17 augusti 2018.
197. ↑  McGreal, Chris (13 oktober 2009). ”War breaks out between Fox News and the Obama administration”. The Guardian. Läst 17 augusti 2018.
198. ↑  Stelter, Brian (28 september 2010). ”Obama Calls Fox News a ’Destructive’ Channel”. The New York Times. Läst 16 augusti 2018.
199. ↑  ”Documents Show Obama White House Attacked, Excluded Fox News Channel”. Judicial Watch. Läst 17 augusti 2018.
200. ↑  Flood, Brian (12 januari 2018). ”Obama rips Fox News viewers”. Fox News. Läst 16 augusti 2018.
201. ↑  Ingram, Mathew (29 mars 2016). ”Obama Criticizes the Media, but He’s Part of the Problem”. Fortune. Läst 17 augusti 2018.
202. ↑  ”Klartext från Obama: Ingen koreansk modell i Irak, full reträtt år 2011”. usablogg.org. Arkiverad från originalet den 25 maj 2012. https://archive.is/20120525133522/http://www.usablogg.org/2009/02/27/klartext-fran-obama-ingen-koreansk-modell-i-irak-full-retratt-ar-2011/. Läst 4 mars 2009.
203. ↑  http://www.dn.se/nyheter/varlden/50000-soldater-blir-kvar-i-irak
204. 1 2
205. ↑  ”Inga åtal för CIA:s förhörsledare”. Sveriges Television. 17 april 2009. Arkiverad från originalet den 28 oktober 2011. https://web.archive.org/web/20111028052104/http://svt.se/2.37482/1.1523858/inga_atal_for_cia_s_forhorsledare. Läst 18 april 2009.
206. ↑  Fred Weir. ”With Russian ratification of New START, what's next for US-Russia relations?”. CSMonitor.com. http://www.csmonitor.com/World/Europe/2011/0126/With-Russian-ratification-of-New-START-what-s-next-for-US-Russia-relations. Läst 11 september 2011.
207. ↑  Eriksson, Niklas (8 maj 2018). "Trump drar sig ur Iranavtalet: 'Bevis för att de ljugit'". Aftonbladet. Läst 8 maj 2018.
208. ↑  Morgonekot kl 0800 (vid 10m09s), Sveriges Radio, den 2 januari 2017.
209. ↑  "Fredspriset till Barack Obama". Dagens Nyheter. Publicerat 9 oktober 2009. Läst 9 oktober 2009.
210. ↑  "Gratulationer - och tvivel efter Obamas fredspris". Dagens Nyheter. Publicerat 9 oktober 2009. Läst 9 oktober 2009.
211. ↑  "Mycket överraskande val". Svenska Dagbladet. Publicerat 9 oktober 2009. Läst 9 oktober 2009.
212. ↑  "Ett slag i ansiktet på hela fredsrörelsen". Svenska Dagbladet. Publicerat 9 oktober 2009. Läst 9 oktober 2009.
213. ↑  Kunngjøring Nobels Fredspris Arkiverad 14 oktober 2009 hämtat från the Wayback Machine.
214. ↑  "Thanks for not being Bush". The Guardian. Läst 22 maj 2018.
215. ↑  Obama (2006), s. 327–332. Se även: Brown, Sarah (7 december 2005). ”Obama '85 Masters Balancing Act”. Daily Princetonian. Arkiverad från originalet den 20 februari 2009. https://web.archive.org/web/20090220165725/http://www.dailyprincetonian.com/2005/12/07/14049/. Läst 28 april 2008. Tucker, Eric (1 mars 2007). ”Family Ties: Brown Coach, Barack Obama”. Associated Press (ABC News). http://www.abcnews.go.com/Sports/wireStory?id=2916437. Läst 28 april 2008.
216. ↑  Obama (2006), s. 329.
217. ↑  Fornek, Scott (3 oktober 2007). ”Michelle Obama: 'He Swept Me Off My Feet'”. Chicago Sun-Times. Arkiverad från originalet den 15 september 2008. https://web.archive.org/web/20080915082057/http://www.suntimes.com/news/politics/obama/585261,CST-NWS-wedding03.stng. Läst 28 april 2008.
218. ↑  Martin, Jonathan (4 juli 2008). ”Born on the 4th of July”. The Politico. http://www.politico.com/blogs/jonathanmartin/0708/Born_on_the_4th_of_July.html. Läst 10 juli 2008.
219. ↑  Obama (1995), s. 440, and Obama (2006), s. 339–340.
Se även: ”Election 2008 Information Center: Barack Obama”. Gannett News Service. http://www.gannettnewsservice.com/?cat=153. Läst 28 april 2008.
220. ↑  ”When Barry Became Barack”. Newsweek. 31 mars 2008. http://www.newsweek.com/id/128633. Läst 6 november 2008.
221. ↑  Zeleny, Jeff (24 december 2005). ”The First Time Around: Sen. Obama's Freshman Year”. Chicago Tribune. http://www.chicagotribune.com/news/local/chi-051224obama,0,6232648.story. Läst 28 april 2008.
222. ↑  ”Rezko found guilty in corruption case”. Associated Press (MSNBC.com). 4 juni 2008. http://www.msnbc.msn.com/id/24973282/. Läst 24 juni 2008.
223. ↑  Slevin, Peter (17 december 2006). ”Obama Says He Regrets Land Deal With Fundraiser”. The Washington Post. http://www.washingtonpost.com/wp-dyn/content/article/2006/12/16/AR2006121600729.html. Läst 10 juni 2008.
224. ↑  ”Obama's Money”. CNN. 7 december 2007. http://money.cnn.com/galleries/2007/moneymag/0712/gallery.candidates.moneymag/5.html. Läst 28 april 2008.
Se även: Goldfarb, Zachary A (24 mars 2007). ”Measuring Wealth of the '08 Candidates”. The Washington Post. http://www.washingtonpost.com/wp-dyn/content/article/2007/03/24/AR2007032400305.html. Läst 28 april 2008.
225. ↑  Zeleny, Jeff (17 april 2008). ”Book Sales Lifted Obamas' Income in 2007 to a Total of $4.2 Million”. The New York Times. http://www.nytimes.com/2008/04/17/us/politics/17obama.html. Läst 28 april 2008.
226. ↑  ”Senator Barack Obama Visit to CJTF-HOA and Camp Lemonier: August 31—September 1, 2006” (video). Combined Joint Task Force—Horn of Africa (Youtube). 6 februari 2007. http://www.youtube.com/watch?v=d9GqdzQeCz0. Läst 28 april 2008.
227. ↑  ”Keeping Hope Alive: Barack Obama Puts Family First”. The Oprah Winfrey Show. 18 oktober 2006. http://www.oprah.com/slideshow/oprahshow/oprahshow1_ss_20061018/10. Läst 24 juni 2008.
228. ↑  Fornek, Scott (9 september 2007). ”Half Siblings: 'A Complicated Family'”. Chicago Sun-Times. Arkiverad från originalet den 13 september 2010. https://web.archive.org/web/20080913213737/http://www.suntimes.com/news/politics/obama/familytree/545462,BSX-News-wotrees09.stng. Läst 24 juni 2008. Se även: ”Interactive Family Tree”. Chicago Sun-Times. 9 september 2007. Arkiverad från originalet den 3 juli 2008. https://web.archive.org/web/20080703042659/http://www.suntimes.com/images/cds/special/family_tree.html. Läst 24 juni 2008.
229. ↑  Fornek, Scott (9 september 2007). ”Madelyn Payne Dunham: 'A Trailblazer'”. Chicago Sun-Times. Arkiverad från originalet den 4 mars 2009. https://web.archive.org/web/20090304232433/http://www.suntimes.com/news/politics/obama/familytree/545449,BSX-News-wotreeee09.article. Läst 24 juni 2008.
230. ↑  ”Obama's grandmother dies after battle with cancer”. CNN. 3 november 2008. http://www.cnn.com/2008/POLITICS/11/03/obama.grandma/index.html. Läst 4 november 2008.
231. ↑  Obama (1995), s. 13.
För uppgifter om Obamas genealogi på moderns sida, däribland slavägare, irländska anknytningar, och gemensamma förfäder med George W. Bush, Dick Cheney och Harry Truman, se: Nitkin, David (2 mars 2007). ”A New Twist to an Intriguing Family History”. Baltimore Sun. Arkiverad från originalet den 30 september 2007. https://web.archive.org/web/20070930033339/http://www.baltimoresun.com/news/nationworld/politics/bal-te.obama02mar02%2C0%2C3453027.story. Läst 24 juni 2008.
Jordan, Mary (13 maj 2007). ”Tiny Irish Village Is Latest Place to Claim Obama as Its Own”. The Washington Post. http://www.washingtonpost.com/wp-dyn/content/article/2007/05/12/AR2007051201551.html. Läst 24 juni 2008.
”Obama's Family Tree Has a Few Surprises”. Associated Press (CBS 2 (Chicago)). 8 september 2007. Arkiverad från originalet den 2 juni 2008. https://web.archive.org/web/20080602215833/http://cbs2chicago.com/topstories/Barack.Obama.family.2.339709.html. Läst 24 juni 2008.
232. ↑  ”Barack Obama släkt med både Bush och Cheney”. Svenska Dagbladet. 18 oktober 2007. http://www.svd.se/nyheter/utrikes/artikel_506645.svd.
233. ↑  ”Släkten är värst”. Svenska Dagbladet. 17 oktober 2007. http://www.svd.se/nyheter/utrikes/artikel_506645.svd.
234. ↑  
Kantor, Jodi (1 juni 2007). ”One Place Where Obama Goes Elbow to Elbow”. The New York Times. http://www.nytimes.com/2007/06/01/us/politics/01hoops.html. Läst 28 april 2008.
Se även: ”The Love of the Game” (video). HBO: Real Sports with Bryant Gumbel (Youtube (BarackObama.com)). 15 april 2008. http://www.youtube.com/watch?v=O1Lqm5emQl4. Läst 28 april 2008.
235. ↑  Parsons, Christi (6 februari 2007). ”Obama Launches an '07 Campaign—To Quit Smoking”. Chicago Tribune. Arkiverad från originalet den 16 februari 2008. https://web.archive.org/web/20080216014954/http://www.chicagotribune.com/news/politics/chi-0702060167feb06%2C0%2C373462.story. Läst 28 april 2008.
236. ↑  Obama (2006), s. 202–208. Delar i utdrag i: 
Obama, Barack (23 oktober 2006). ”My Spiritual Journey”. Time. Arkiverad från originalet den 23 augusti 2013. https://web.archive.org/web/20130823140907/http://www.time.com/time/magazine/article/0,9171,1546579,00.html. Läst 28 april 2008.
237. ↑  Obama, Barack (28 juni 2006). ”'Call to Renewal' Keynote Address”. Barack Obama: U.S. Senator for Illinois (website). Arkiverad från originalet den 4 januari 2009. https://web.archive.org/web/20090104231501/http://obama.senate.gov/speech/060628-call_to_renewal/. Läst 16 juni 2008.
238. ↑  Jodi Kantor (30 april 2007). ”Barack Obama's search for faith”. International Herald Tribune. http://www.iht.com/articles/2007/04/30/america/30obama.php?page=2. 30 april 2007
239. ↑  Barack Obama (16 oktober 2006). ”My Spiritual Journey”. Time magazine. Arkiverad från originalet den 23 augusti 2013. https://web.archive.org/web/20130823140907/http://www.time.com/time/magazine/article/0,9171,1546579,00.html. Läst 17 november 2008.
240. ↑  "Obama tillbakavisar pastorn" Arkiverad 3 februari 2009 hämtat från the Wayback Machine., dagen.se 19 mars 2008. Hämtat 27 juli 2008.
241. ↑  "Obama lämnar kontroversiell kyrka" Arkiverad 4 december 2008 hämtat från the Wayback Machine.. Sveriges Radio. 1 juni 2008. Hämtat 27 juli 2008.
242. ↑  Obama har funnit en ny kyrka Arkiverad 7 juli 2009 hämtat från the Wayback Machine. Dagen, 30 juni 2009.
243. ↑  Wallace-Wells, Benjamin (1 november 2004). ”The Great Black Hope: What's Riding on Barack Obama?”. Washington Monthly. Arkiverad från originalet den 13 maj 2008. https://web.archive.org/web/20080513153556/http://www.washingtonmonthly.com/features/2004/0411.wallace-wells.html. Läst 7 april 2008.
Se även: Scott, Janny (28 december 2007). ”A Member of a New Generation, Obama Walks a Fine Line”. International Herald Tribune. http://www.iht.com/articles/2007/12/28/america/obama.php. Läst 7 april 2008.
244. ↑  Payne, Les (19 augusti 2007). ”In One Country, a Dual Audience” (paid archive). Newsday. Arkiverad från originalet den 26 juli 2013. https://web.archive.org/web/20130726232223/http://pqasb.pqarchiver.com/newsday/access/1322008241.html?dids=1322008241:1322008241&FMT=ABS&FMTS=ABS:FT. Läst 7 april 2008.
245. ↑  Dorning, Mike (4 oktober 2007). ”Obama Reaches Across Decades to JFK” (paid archive). Chicago Tribune. Arkiverad från originalet den 17 juni 2008. https://web.archive.org/web/20080617150439/http://pqasb.pqarchiver.com/chicagotribune/access/1353513781.html?dids=1353513781:1353513781&FMT=ABS&FMTS=ABS:FT&type=current&date=Oct+4%2C+2007&author=Mike+Dorning. Läst 7 april 2008.
Se även: Harnden, Toby (15 oktober 2007). ”Barack Obama is JFK Heir, Says Kennedy Aide”. Daily Telegraph. Arkiverad från originalet den 15 maj 2008. https://web.archive.org/web/20080515071852/http://www.telegraph.co.uk/news/worldnews/1565992/Barack-Obama-is-JFK-heir%2C-says-Kennedy-aide.html. Läst 7 april 2008.
246. ↑  Stor hotbild mot Barack Obama Hämtat 28 oktober 2008.
247. ↑  http://www.gallup.com/poll/9469/Election-Polls-Vote-Groups-20002004.aspx
248. ↑  http://elections.nytimes.com/2008/results/president/exit-polls.html http://www.msnbc.msn.com/id/26843704
249. ↑  The Root Arkiverad 23 oktober 2008 hämtat från the Wayback Machine.; USA Today
250. ↑  World wants Obama as president: poll
251. ↑  
"Obama to visit nuclear, biological weapons destruction facilities in former Soviet Union" - Senate.gov Arkiverad 18 december 2008 hämtat från the Wayback Machine.
252. ↑  Quel giorno di tre anni fa a Washington Barack mi raccontò la sua speranza Arkiverad 17 december 2008 hämtat från the Wayback Machine.
Rome Mayor's Leadership Bid May Lead to Early Italian ElectionsArkiverad 29 maj 2010 hämtat från the Wayback Machine.;VELTRONI A NEW YORK - Il politico prevale sull' amministratore; Libreria Rizzoli Galleria[död länk]
253. ↑  "Sarkozy, Obama and McCain". The Economist.
254. 1 2  Salon.com: Salon's handy-dandy guide to refuting the Birthers, läst 2009-08-09
255. ↑  ”Telegraph: Barack Obama fights presidential eligibility claims, läst 2009-08-09”. Arkiverad från originalet den 1 augusti 2009. https://web.archive.org/web/20090801011603/http://www.telegraph.co.uk/news/worldnews/northamerica/usa/barackobama/4929005/Barack-Obama-fights-presidential-eligibility-claims.html. Läst 9 augusti 2009.
256. ↑  Factcheck.org: Born in the U.S.A., läst 2009-08-09 Arkiverad 25 oktober 2008 hämtat från the Wayback Machine.
257. ↑  The Honolulu Advertiser: Hawaii officials confirm Obama's original birth certificate still exists, läst 2009-08-09
258. ↑  http://nyheter.se.msn.com/utrikes/article.aspx?cp-documentid=149030582
259. ↑  Snopes.com: Who is Barack Obama?, läst 2009-08-09
260. ↑  Drobnic Holan, Angie (20 december 2007). ”Obama sworn in on his Bible” (på engelska). Politifact. https://www.politifact.com/factchecks/2007/dec/20/chain-email/obama-sworn-in-on-his-bible/. Läst 8 november 2023.
261. ↑  Evon, Dan (29 juni 2016). ”Did President Obama Use the Quran to Take His Oath of Office?” (på engelska). Snopes. https://www.snopes.com/fact-check/obama-used-quran-for-oath/. Läst 9 november 2023.
262. ↑  ”Times Online: Barack Obama: I'm no Muslim, läst 2009-08-09”. Arkiverad från originalet den 10 maj 2011. https://web.archive.org/web/20110510022842/http://www.timesonline.co.uk/tol/news/world/us_and_americas/us_elections/article3194740.ece. Läst 9 augusti 2009.
263. ↑  Barack Obama. Min far hade en dröm, kapitlet "Lumislahti".
264. ↑  Is Barack Obama the Anti-Christ?, snopes.com, läst 2009-12-11
265. ↑  Left Behind Authors Speak Out on McCain Ad 'The One' Arkiverad 25 november 2009 hämtat från the Wayback Machine., christiannewswire.com, läst 2009-12-11